# Linee tranviarie francesi
Questo è un elenco dei sistemi tranviari urbani in Francia suddivisi per regione. Include tutti i sistemi tranviari, passati e presenti. Le città con sistemi attualmente in funzione e i sistemi stessi sono indicati nelle righe in grassetto e con sfondo blu. I sistemi tranviari che operavano su binari diversi da quelli a scartamento standard (se noti) sono indicati nella colonna "Note".

## Alta Francia

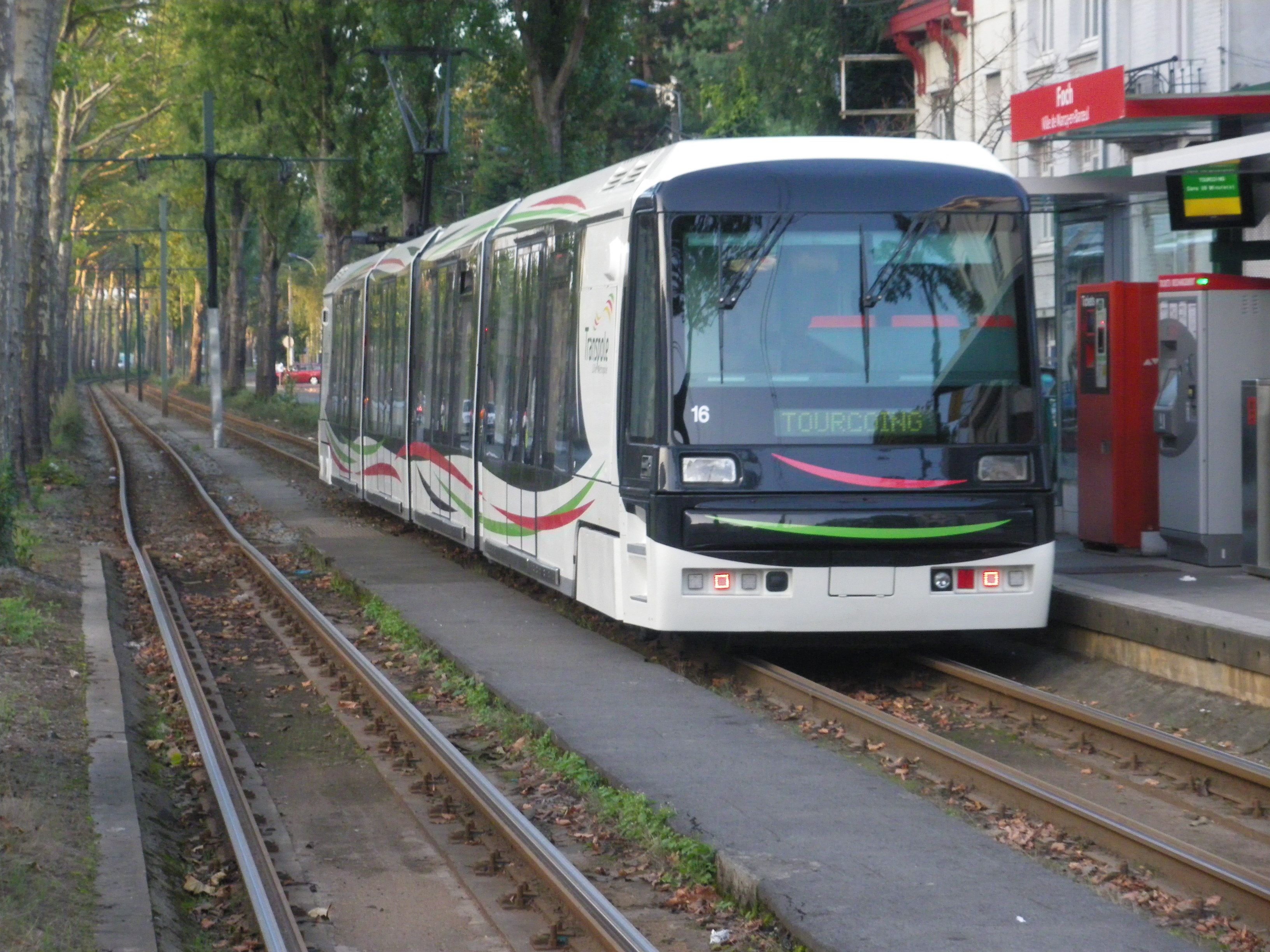
Lilla

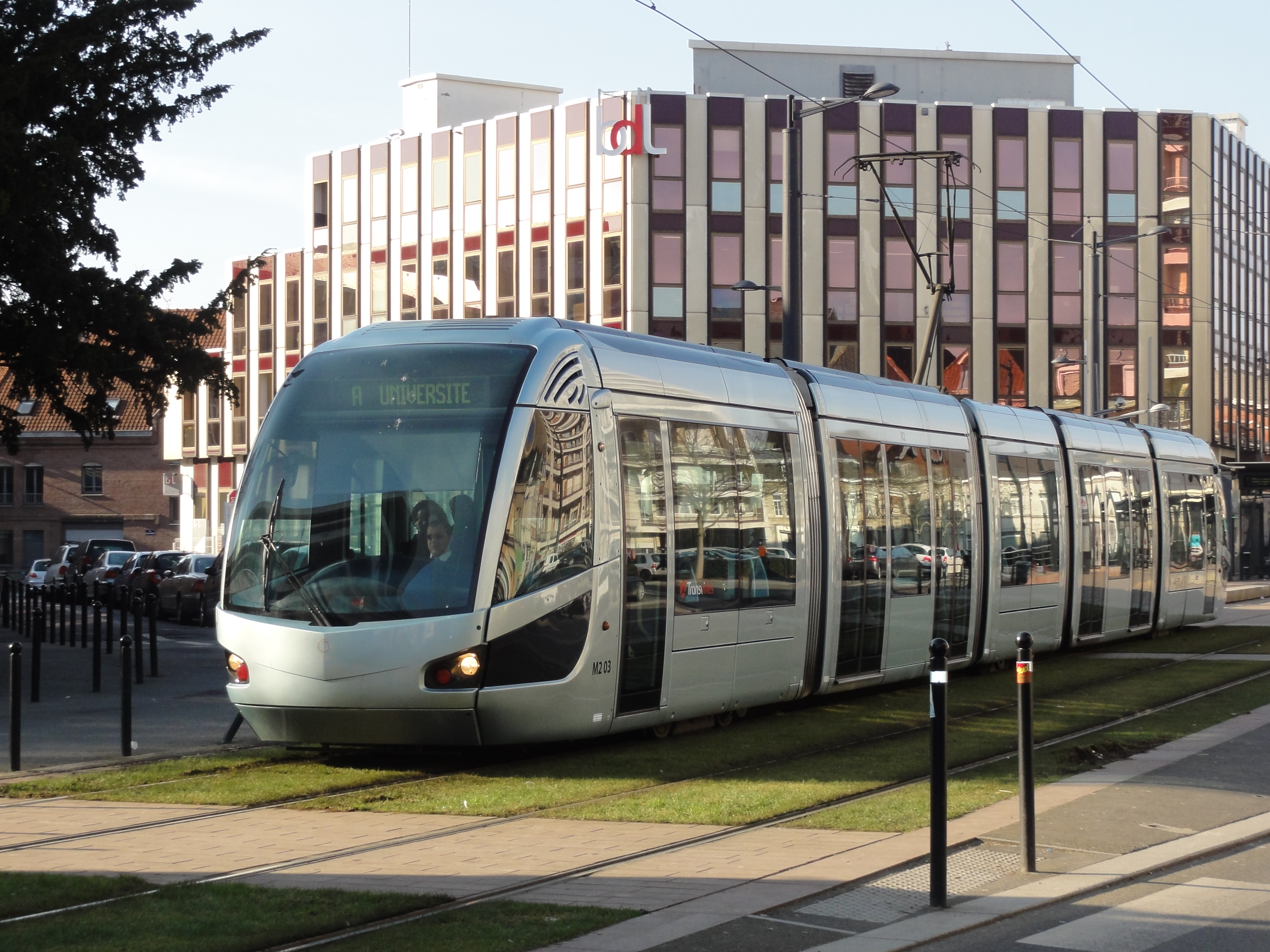
Valenciennes

| Linea o rete                     | Trazione         | Data apertura    | Data chiusura   | Note                 |
| -------------------------------- | ---------------- | ---------------- | --------------- | -------------------- |
| Amiens                           | Elettrica        | 1899             | 1940            | Scartamento: 1000 mm |
| Armentières                      | Elettrica        | 1901             | 1914            | Scartamento: 1000 mm |
| Boulogne-sur-Mer                 | Elettrica        | 1881             | 1951            |                      |
| Calais                           | Elettrica        | 1879             | 1940            |                      |
| Cambrai                          | Elettrica        | 1903             | 1914            | Scartamento: 1000 mm |
| Cassel                           | Elettrica        | 1930             | 1938            | Scartamento: 1000 mm |
| Dannes-Camiers - Sainte-Cécile   | Equina           | 24 febbraio 1898 | 1914            |                      |
| Douai                            | Elettrica        | 1898             | 1950            |                      |
| Dunkerque                        | Equina           | 1º giugno 1880   | ?               |                      |
| Dunkerque                        | Con accumulatore | 1899             | 1903            |                      |
| Dunkerque                        | Elettrica        | 1903             | 3 novembre 1952 |                      |
| Étaples - Le Touquet-Paris-Plage | Elettrica        | 1900             | 1935            | Scartamento: 1000 mm |
| Laon                             | Elettrico        | 9 luglio 1899    | 27 gennaio 1971 | Scartamento: 1000 mm |
| Lilla (1874-1966)                | Equina           | 7 giugno 1874    | ?               | Scartamento: 1000 mm |
| Lilla (1874-1966)                | Elettrica        | 1900             | 29 gennaio 1966 |                      |
| Lilla Grand Boulevard            | Elettrica        | 11 dicembre 1909 |                 | [ 1 ]                |
| Maubeuge                         | Elettrica        | 16 marzo 1902    | 1951            | Scartamento: 1000 mm |
| Roubaix Tourcoing                | Equina           | 16 marzo 1877    | ?               |                      |
| Roubaix Tourcoing                | Elettrica        | 1894             | 15 luglio 1956  | [ 1 ]                |
| Saint-Quentin                    | Elettrica        | 6 marzo 1899     | 27 maggio 1956  | Scartamento: 1000 mm |
| Soissons                         | ?                | 1907             | 1948            | [ 2 ]                |
| Tergnier                         | Elettrica        | 1910             | 1939            | Scartamento: 1000 mm |
| Valenciennes (1881-1966)         | A vapore         | 1º gennaio 1881  | 1914            | Scartamento: 1000 mm |
| Valenciennes (1881-1966)         | Elettrica        | 1914             | 2 luglio 1966   | Scartamento: 1000 mm |
| Valenciennes (2006)              | Elettrica        | 3 luglio 2006    |                 |                      |

## Alvernia-Rodano-Alpi

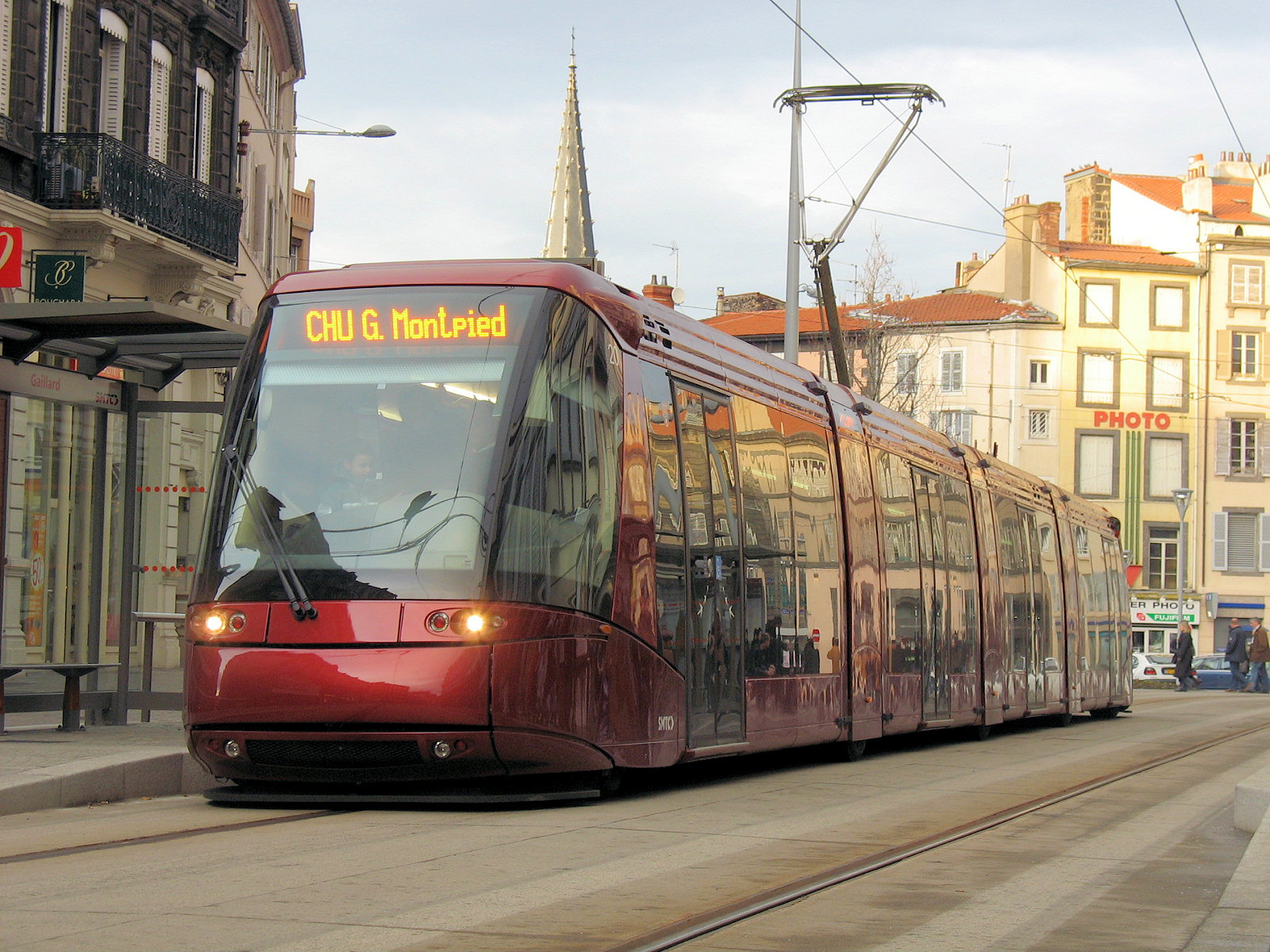
Translohr di Clermont-Ferrand

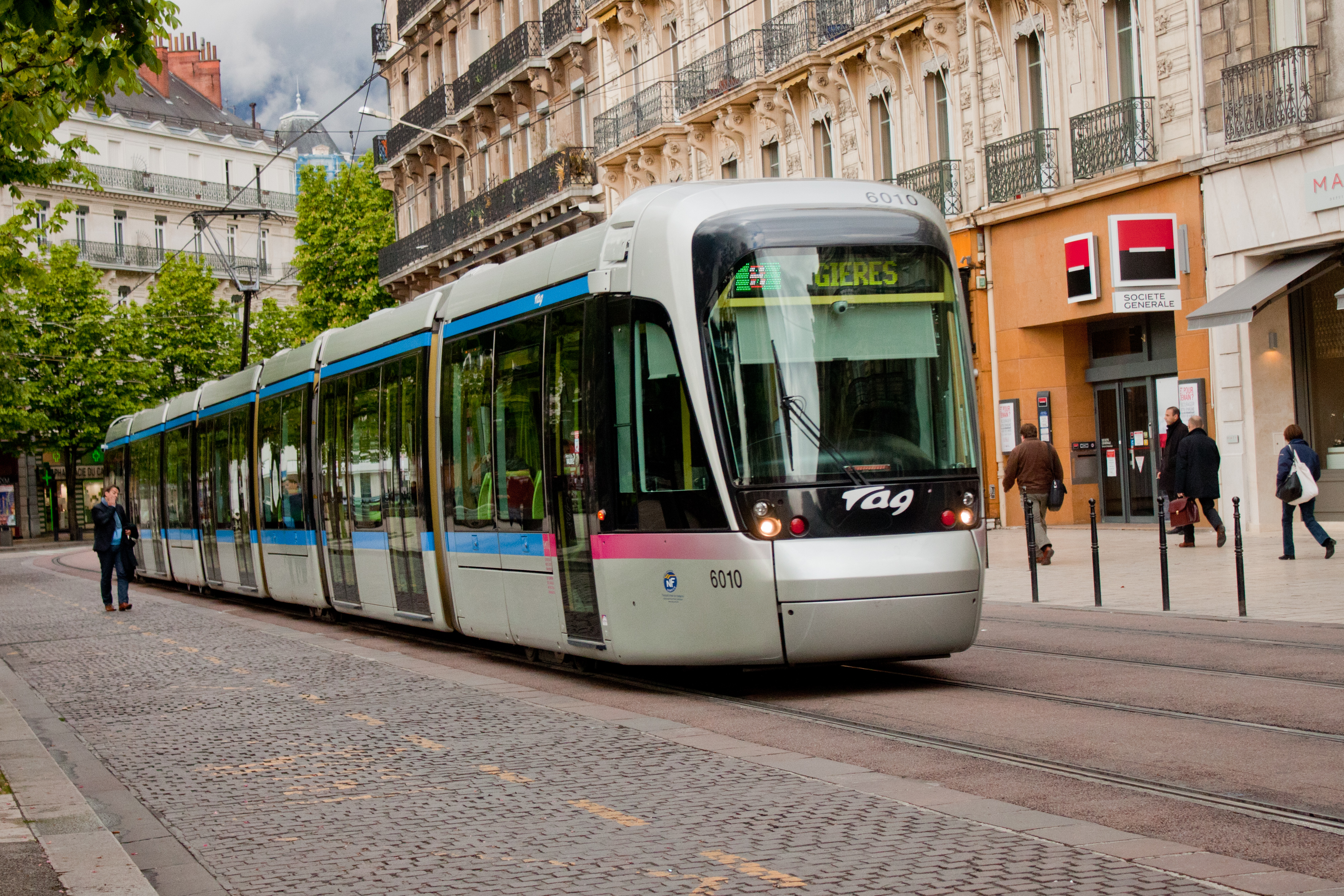
Grenoble

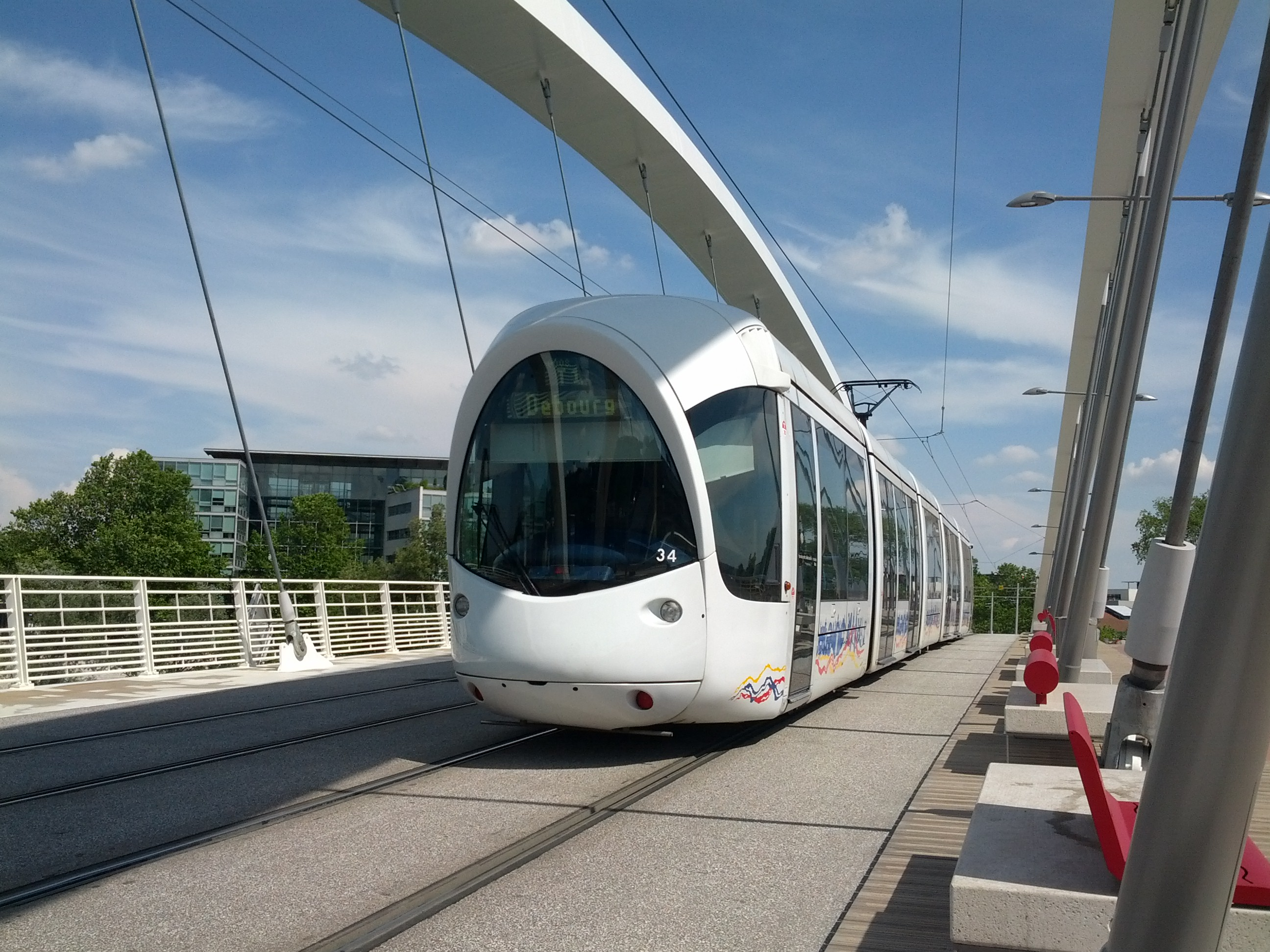
Lione

| Linea o rete                 | Trazione       | Data apertura    | Data chiusura    | Note |
| ---------------------------- | -------------- | ---------------- | ---------------- | --- |
| Aix-les-Bains                | Aria compressa | 18 aprile 1897   | 1908             | Scartamento: 1000 mm |
| Annemasse                    | A vapore       | 22 ottobre 1883  | 1902             | Scartamento: 1000 mm |
| Annemasse                    | Elettrica      | 2 gennaio 1902   | 31 dicembre 1958 | Scartamento: 1000 mm |
| Clermont-Ferrand (1890-1956) | Elettrica      | 7 gennaio 1890   | 17 marzo 1956    | Scartamento: 1000 mm |
| Clermont-Ferrand (2006)      | Elettrica      | 13 novembre 2006 |                  | Il moderno sistema di trasporto di Clermont-Ferrand, la tranvia di Clermont-Ferrand, è un sistema "Translohr" piuttosto che un tradizionale sistema di tram su rotaia |
| Évian-les-Bains              | Elettrica      | 1898             | 1908             | |
| Grenoble (1897-1952)         | Elettrica      | 17 aprile 1897   | 31 agosto 1952   | Scartamento: 1000 mm |
| Grenoble (1987)              | Elettrica      | 5 settembre 1987 |                  | [ 3 ] |
| La Bourboule                 | Elettrica      | 1904             | 1914             | |
| Le Puy-en-Velay              | Elettrica      | 12 novembre 1896 | 4 agosto 1914    | Scartamento: 1000 mm |
| Lione (1897-1956)            | Equina         | 21 gennaio 1897  | ?                | |
| Lione (1897-1956)            | A vapore       | 1888             | ?                | Scartamento: 1000 mm |
| Lione (1897-1956)            | Elettrica      | 26 gennaio 1894  | 30 gennaio 1956  | [ 4 ] |
| Lione (2000)                 | Elettrica      | 23 dicembre 2000 |                  | |
| Moûtiers                     | Elettrica      | 1899             | 1929             | Scartamento: 1000 mm |
| Roanne                       | Elettrica      | 1901             | 1935             | |
| Saint-Chamond                | Elettrica      | 1906             | 1931             | Scartamento: 1000 mm |
| Saint-Étienne                | A vapore       | 4 dicembre 1881  | 1912             | Scartamento: 1000 mm |
| Saint-Étienne                | Elettrica      | 17 Apr 1897      |                  | Scartamento: 1000 mm |
| Valence                      | Elettrica      | 1927             | 1950             | Scartamento: 1000 mm |
| Vals-les-Bains               | Elettrica      | 1897             | 1932             | Scartamento: 1000 mm |
| Vichy                        | Aria compressa | 15 dicembre 1895 | 31 marzo 1927    | |

## Borgogna-Franca Contea

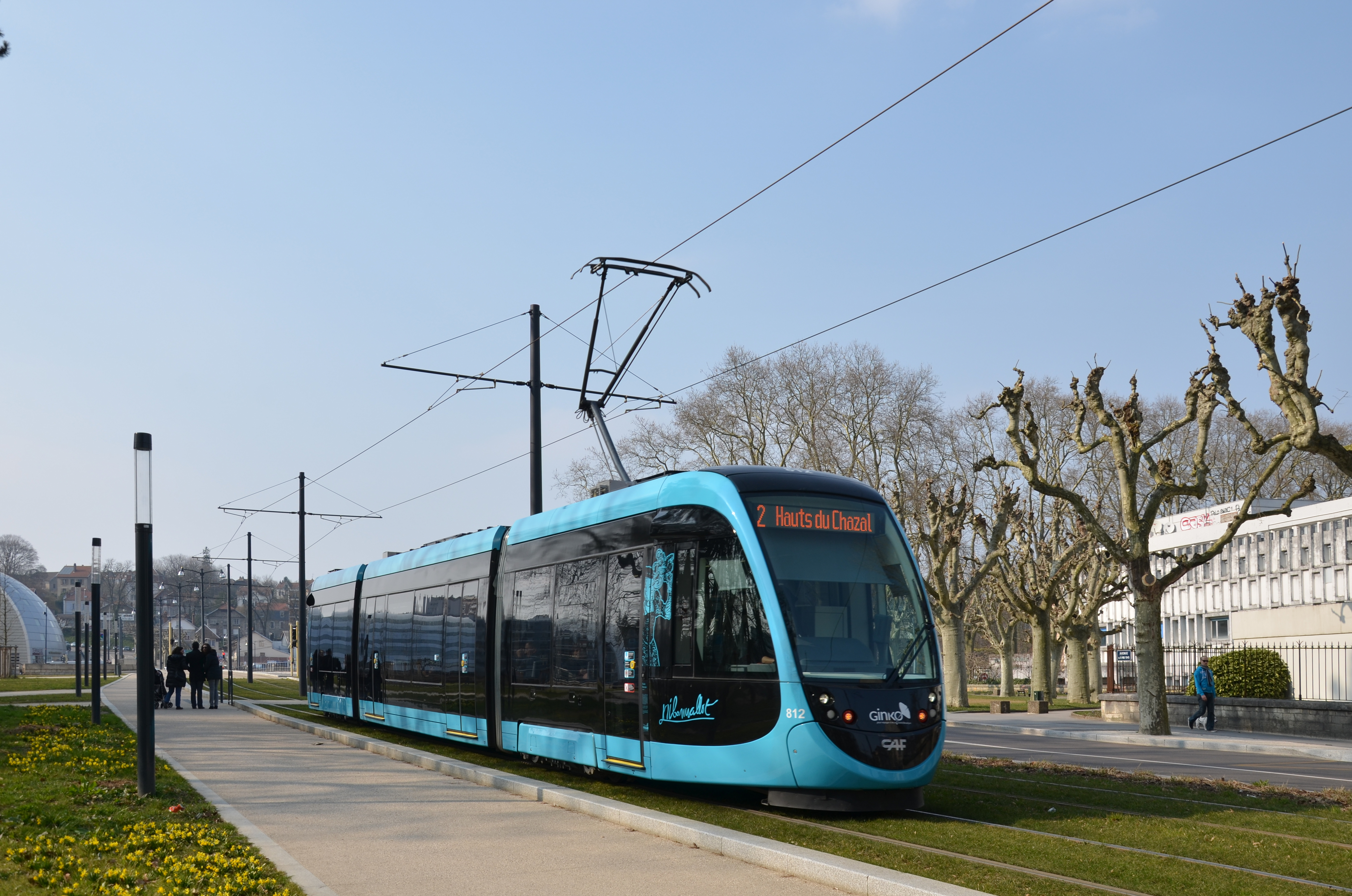
Besançon

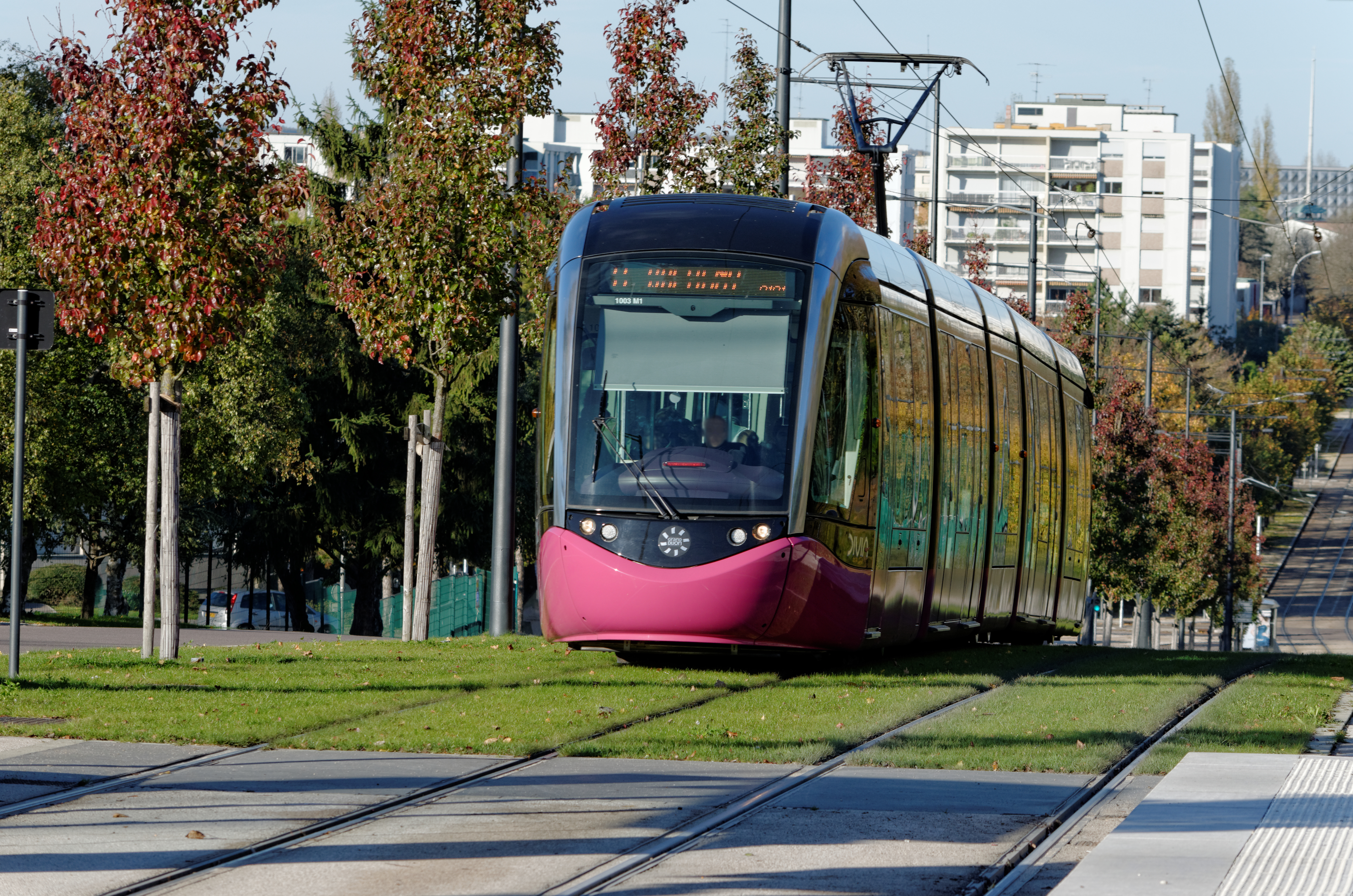
Digione

| Linea o rete          | Trazione  | Data apertura   | Data chiusura    | Note                 |
| --------------------- | --------- | --------------- | ---------------- | -------------------- |
| Beaucourt             | Elettrica | 1904            | 1935             | Scartamento: 1000 mm |
| Belfort               | Elettrica | 29 maggio 1898  | 1952             | Scartamento: 1000 mm |
| Besançon (1897-1952)  | Elettrica | 21 marzo 1897   | 24 dicembre 1952 |                      |
| Besançon (2014)       | Elettrica | 30 agosto 2014  |                  |                      |
| Digione (1895-1961)   | Elettrica | 1º gennaio 1895 | 1º dicembre 1961 | Scartamento: 1000 mm |
| Digione (2012)        | Elettrica | 2012            |                  | [ 6 ] [ 7 ]          |
| Montbéliard           | ?         | 1887            | 1922             | [ senza fonte ]      |
| Vallée d'Hérimoncourt | ?         | 1887            | 1932             | Scartamento: 1000 mm |

## Bretagna

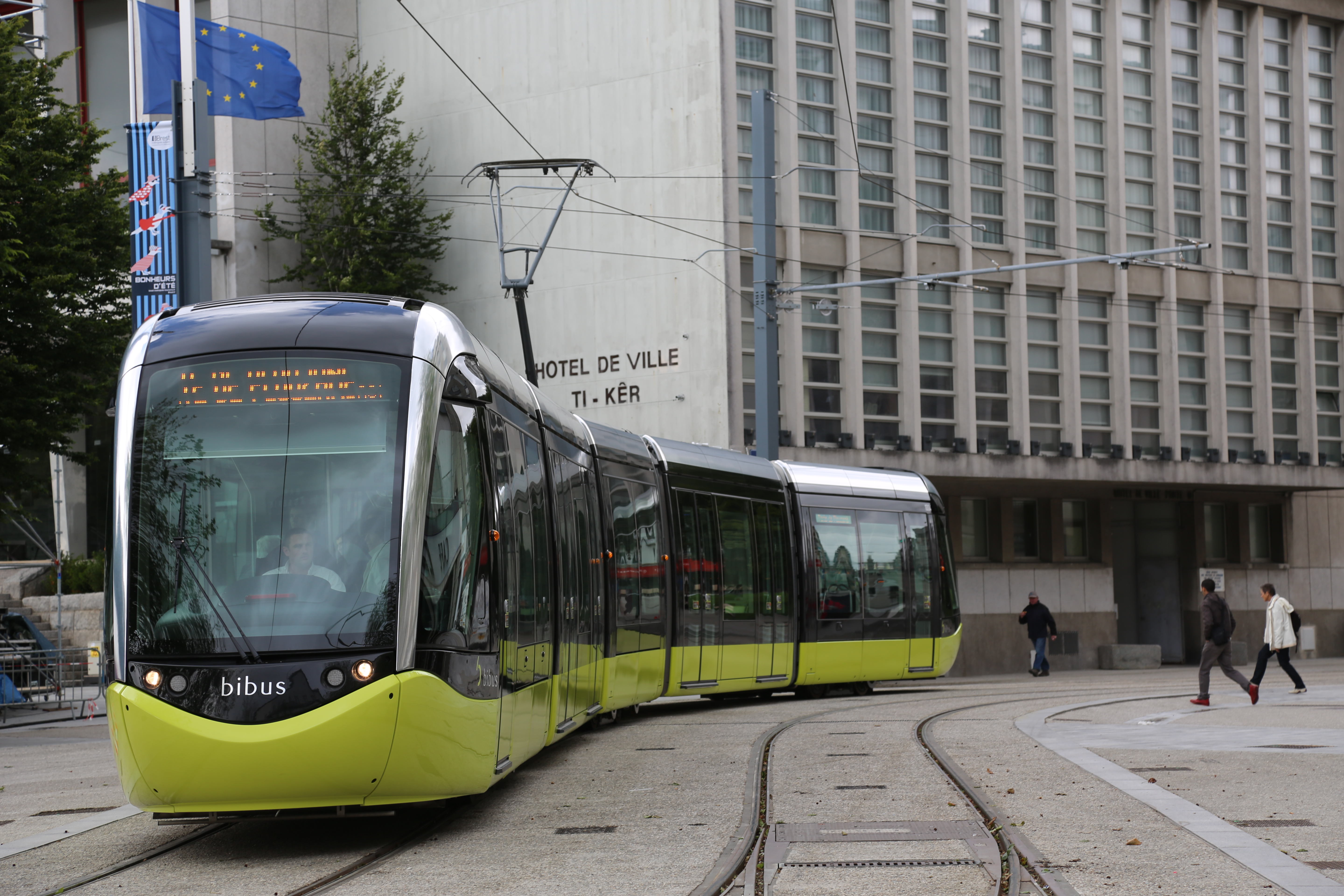
Tranvia di Brest

| Linea o rete              | Trazione  | Data apertura   | Data chiusura   | Note                          |
| ------------------------- | --------- | --------------- | --------------- | ----------------------------- |
| Brest (1898-1945)         | Elettrica | 1898            | 1945            | Scartamento: 1000 mm          |
| Brest (2012)              | Elettrica | 23 gennaio 2012 |                 | [ 8 ]                         |
| Brest - Le Conquet        | Elettrica | 1903            | 1932            | Scartamento: 1000 mm          |
| Ille-et-Vilaine           | ?         | 1897            | 1950            | Scartamento: 1000 mm          |
| La Trinité-sur-Mer - Étel | A vapore  | 1901            | 1935            | Scartamento: 600 mm e 1000 mm |
| Lorient                   | Elettrica | 1901            | 1944            | Scartamento: 1000 mm          |
| Paramé-Rothéneuf          | A vapore  | 1896            | 1914            | Scartamento: 600 mm           |
| Rennes                    | Elettrica | 15 luglio 1897  | 6 febbraio 1952 | Scartamento: 1000 mm          |
| Saint-Malo                | Elettrica | 1927            | 1948            | Scartamento: 1000 mm          |

## Centro-Valle della Loira

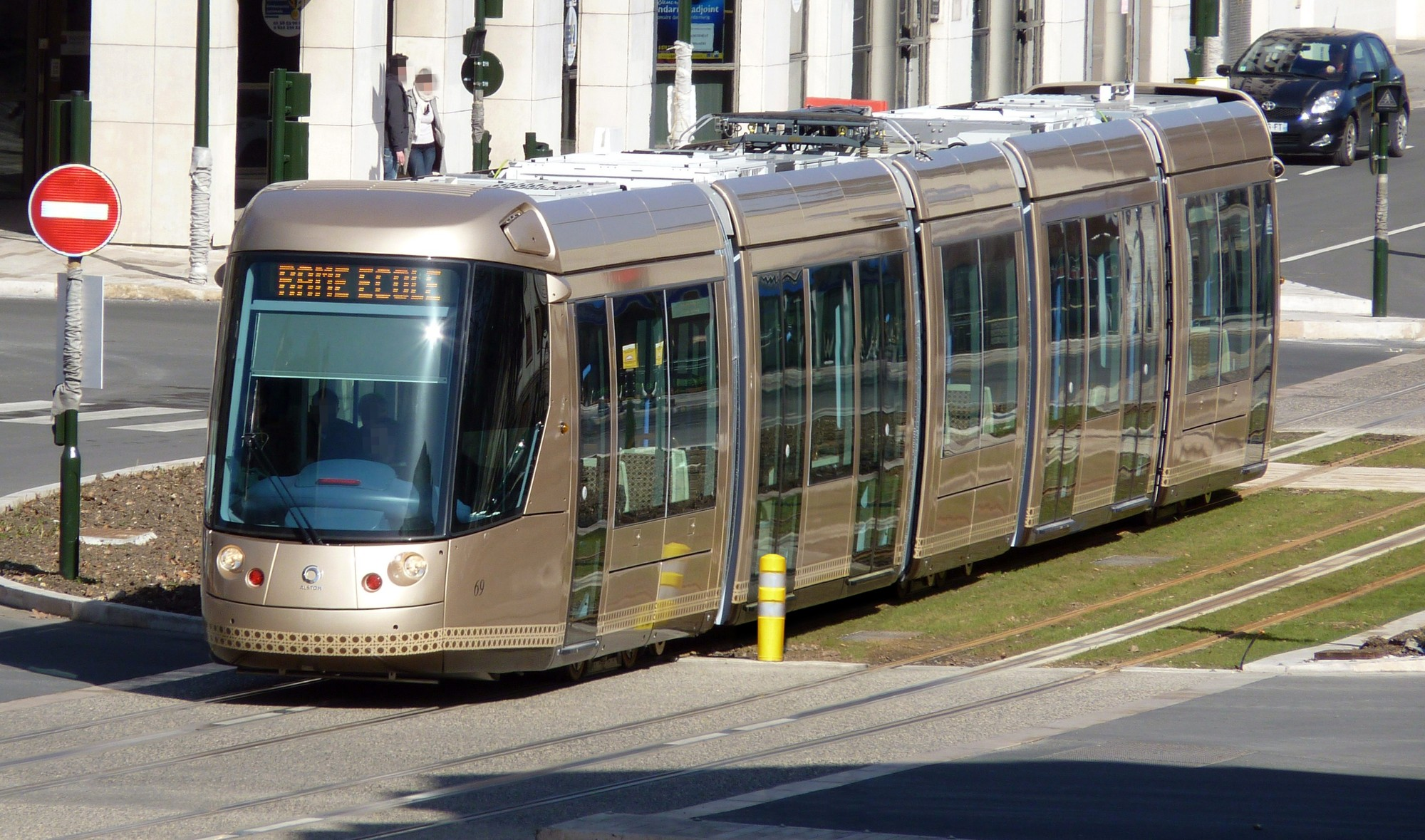
Orléans

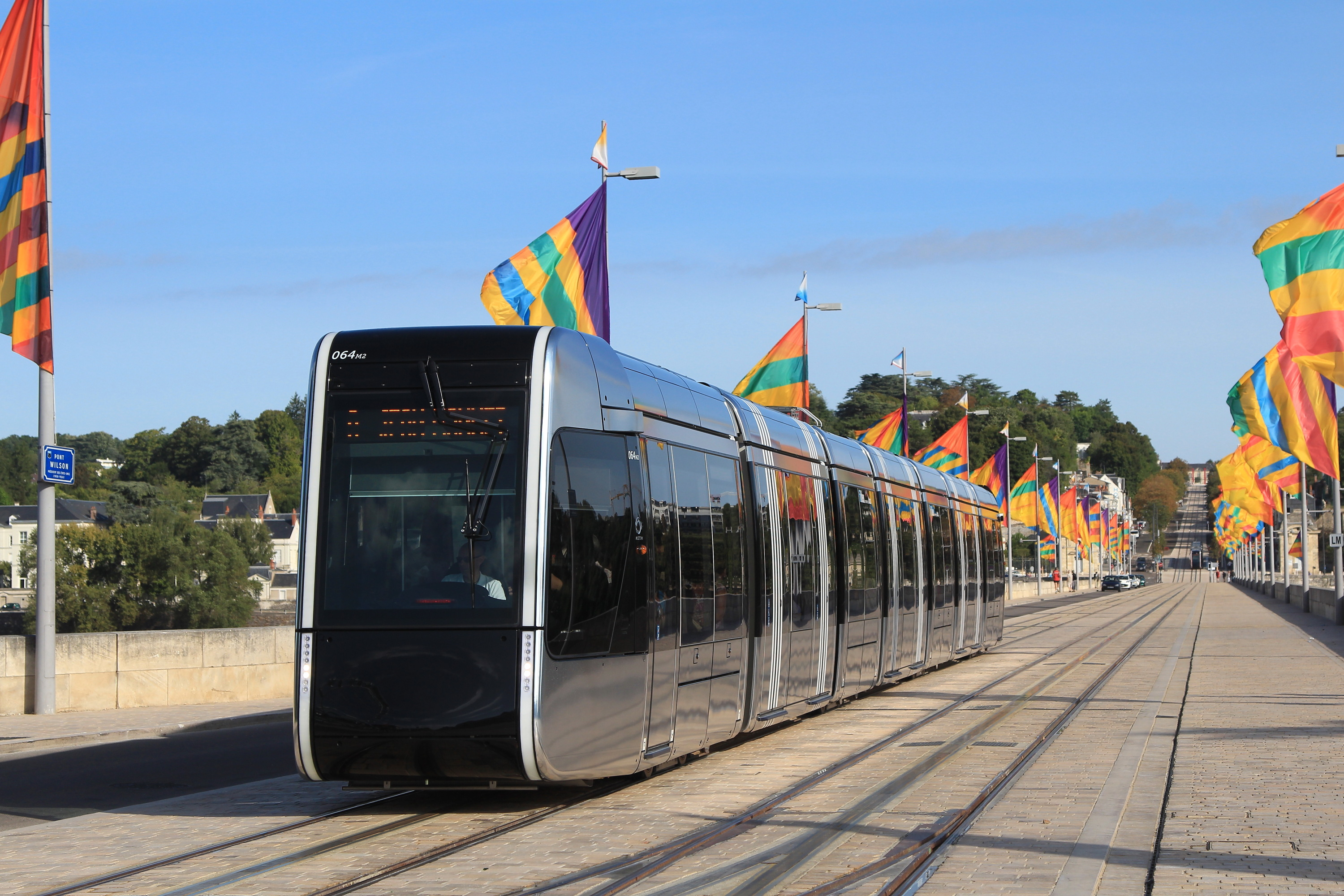
Tours

| Linea o rete        | Trazione  | Data apertura    | Data chiusura | Note                 |
| ------------------- | --------- | ---------------- | ------------- | -------------------- |
| Blois               | Elettrica | 1910             | 1934          | Scartamento: 1000 mm |
| Bourges             | Elettrica | 1898             | 1949          | Scartamento: 1000 mm |
| Châteauroux         | ?         | 1900             | 1937          |                      |
| Eure-et-Loir        | ?         | 1899             | 1937          |                      |
| Indre               | A vapore  | 1902             | 1939          |                      |
| Orléans (1877-1938) | Equina    | 6 maggio 1877    | ?             | [ 9 ]                |
| Orléans (1877-1938) | Elettrica | 28 gennaio 1899  | 31 marzo 1938 | [ 9 ]                |
| Orléans (2000)      | Elettrica | 20 novembre 2000 |               | [ 10 ]               |
| Sologne             | ?         | 1905             | 1934          |                      |
| Tours (1900-1949)   | Elettrica | 1900             | 1949          | Scartamento: 1000 mm |
| Tours (2023)        | Elettrica | 31 agosto 2023   |               |                      |

## Corsica
| Linea o rete | Trazione | Data apertura | Data chiusura | Note |
| ------------ | -------- | ------------- | ------------- | ---- |
| Ajaccio      | Equina   | ?             | ?             |      |

## Grande Est

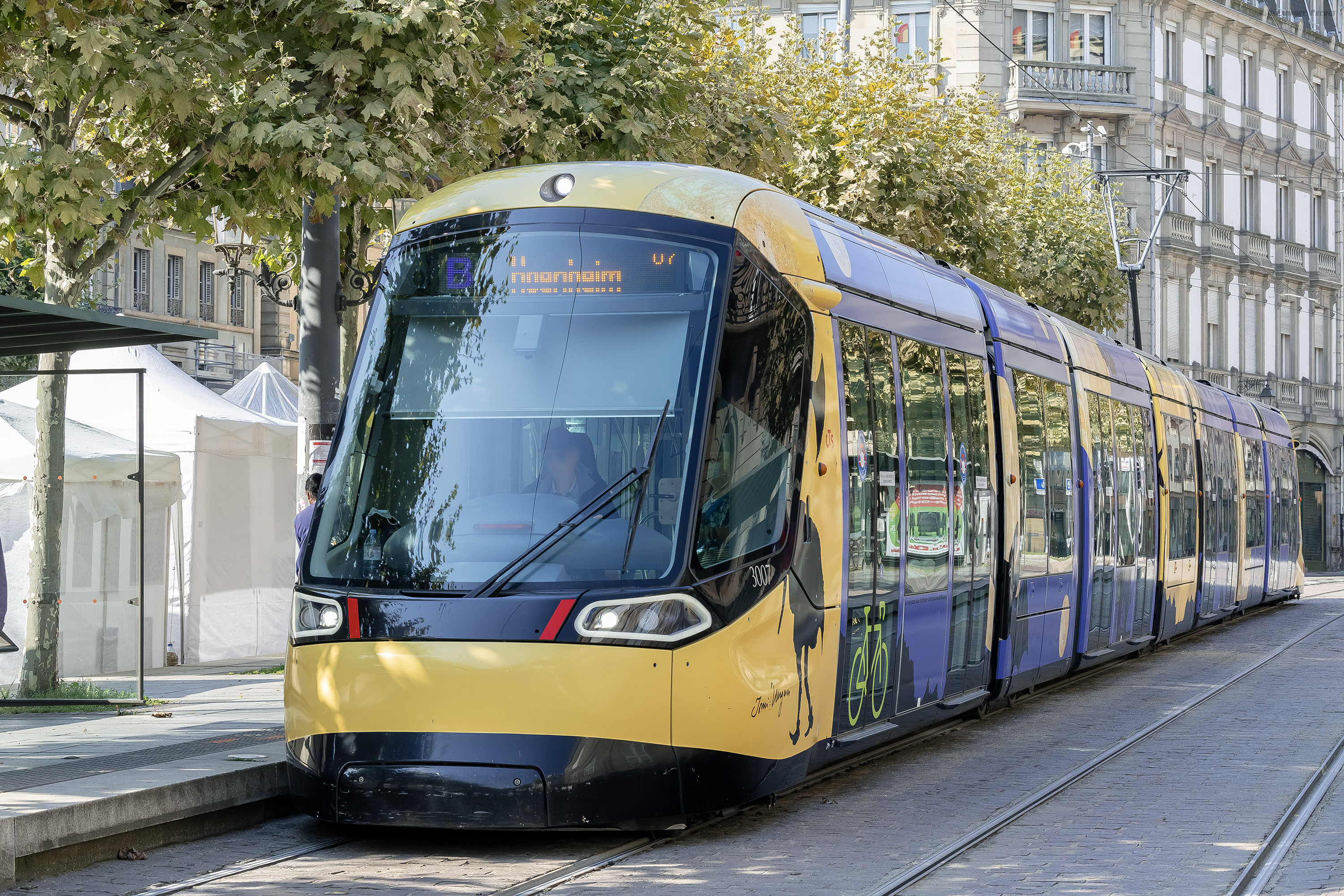
Strasburgo

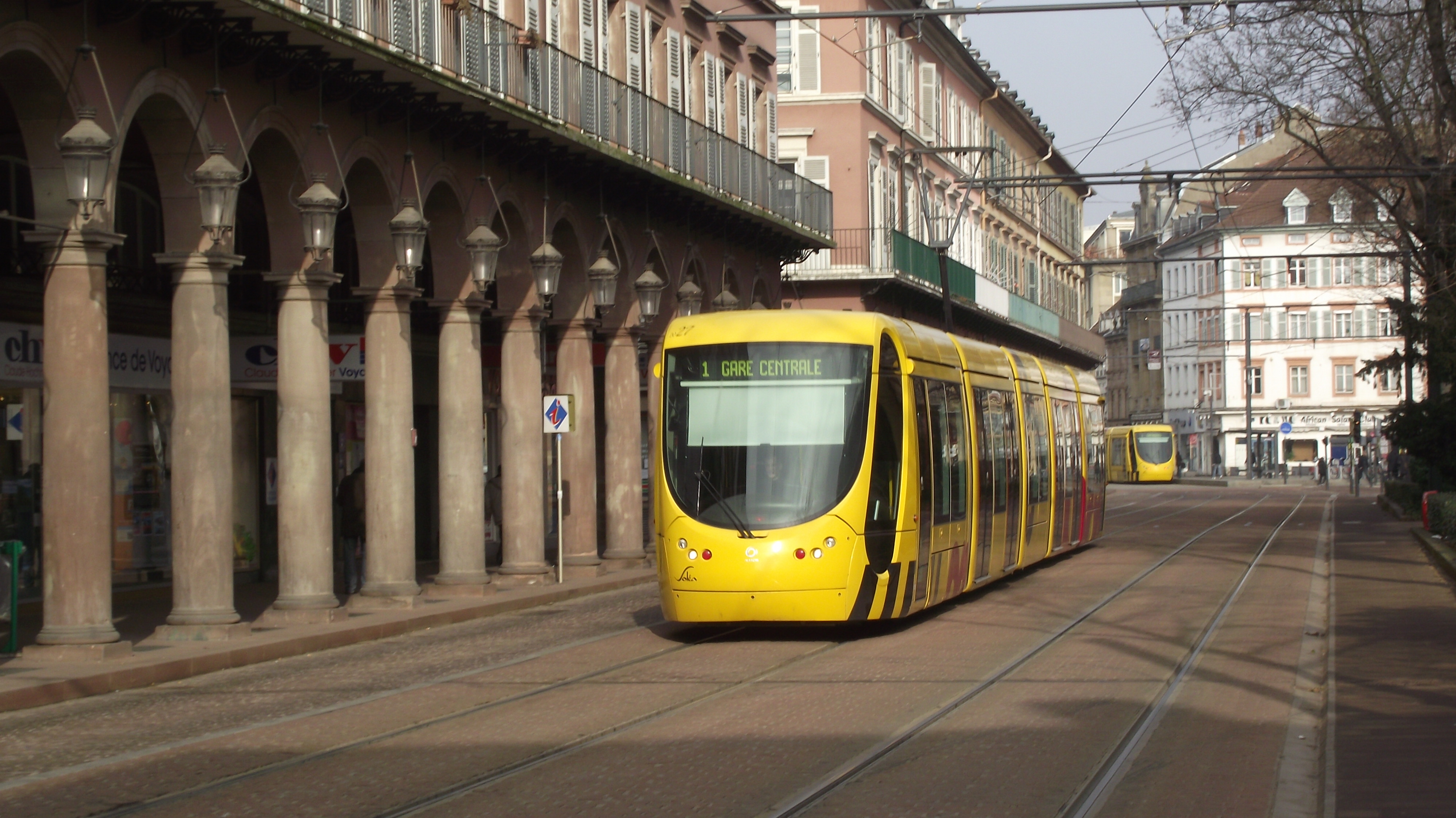
Mulhouse

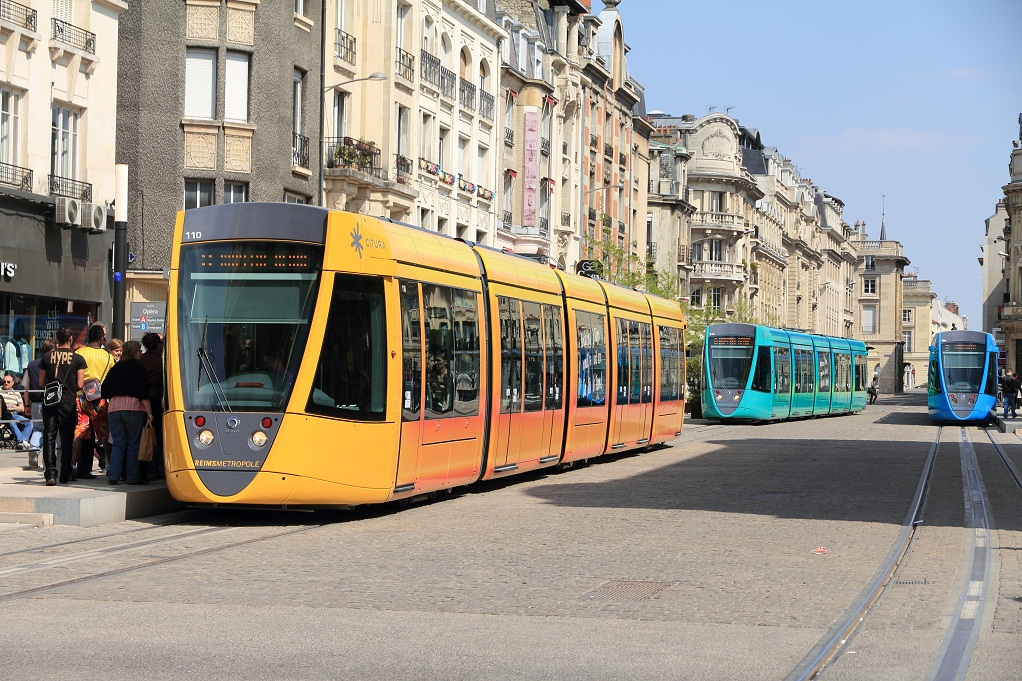
Reims

| Linea o rete                   | Trazione            | Data apertura    | Data chiusura     | Note |
| ------------------------------ | ------------------- | ---------------- | ----------------- | --- |
| Châlons-en-Champagne           | Elettrica           | 1897             | 1938              | Scartamento: 1000 mm |
| Charleville-Mézières           | Elettrica           | 1900             | 1914              | Scartamento: 1000 mm |
| Colmar                         | Elettrica           | 16 marzo 1902    | 31 gennaio 1960   | Scartamento: 1000 mm |
| Épinal                         | Elettrica           | 1906             | 1914              | Scartamento: 1000 mm |
| Forbach                        | Elettrica           | 1912             | 1950              | Scartamento: 1000 mm |
| Gérardmer                      | A vapore            | 22 giugno 1896   |                   | |
| Gérardmer                      | Elettrica           | 1904             | 19 dicembre 1950  | |
| Hagondange                     | Elettrica           | 1913             | 1964              | |
| Longwy                         | Elettrica           | 1902             | 1935              | Scartamento: 1000 mm |
| Metz                           | Elettrica           | 1902             | 1948              | |
| Moussey - Senones              | A vapore            | 1914             | 1951              | |
| Mulhouse (1892-1956)           | A vapore            | 1º ottobre 1892  | 1894              | Scartamento: 1000 mm |
| Mulhouse (1892-1956)           | Elettrica           | 1894             | 2 maggio 1956     | |
| Mulhouse (2006)                | Elettrica           | 16 maggio 2006   |                   | |
| Nancy                          | Equina              | 12 agosto 1874   | 1903 (ca.)        | |
| Nancy                          | Elettrica           | 1898             | 2 dicembre 1958   | [ 11 ] |
| Nancy (tramvia su gomma)       | Elettrica/a gasolio | 8 dicembre 2000  | 12 marzo 2023     | Questo servizio era un sistema di trasporto leggero guidato Bombardier, piuttosto che un sistema tranviario classico su rotaia |
| Novéant-sur-Moselle            | Elettrica           | 1911             | 1933              | |
| Reims (1881-1939)              | A vapore            | 19 giugno 1881   | aprile 1901       | |
| Reims (1881-1939)              | Elettrica           | 1 giugno 1900    | 15 ottobre 1939   | |
| Reims (2011)                   | Elettrica           | 16 aprile 2011   |                   | |
| Reims (banlieue)               | A vapore            | 1894             | 1966              | |
| Remiremont - Gérardmer         | A vapore            | 1900             | 1935              | |
| Ribeauvillé                    | A vapore            | 4 agosto 1879    | 1894              | Scartamento: 1000 mm |
| Ribeauvillé                    | A vapore            | 1894             | 1937              | |
| Rete tranviaria di Saint-Avold | Elettrica           | 1910             | 1940              | Scartamento: 1000 mm |
| Sedan                          | Elettrica           | 1899             | 1914              | Scartamento: 1000 mm |
| Strasburgo (1878-1960)         | Equina              | 22 luglio 1878   | 1899              | Scartamento: 1000 mm |
| Strasburgo (1878-1960)         | A vapore            | 1883             | 12 agosto 1926    | Scartamento: 1000 mm |
| Strasburgo (1878-1960)         | Elettrica           | maggio 1895      | 30 aprile 1960    | Scartamento: 1000 mm |
| Strasburgo (1994)              | Elettrica           | 25 novembre 1994 |                   | |
| Thionville                     | Elettrica           | 9 maggio 1911    | 22 settembre 1952 | Scartamento: 1000 mm |
| Troyes                         | Elettrica           | 1899             | 1950              | Scartamento: 1000 mm |
| Turckheim - Trois-Épis         | Elettrica           | 3 giugno 1899    | 1º aprile 1937    | Scartamento: 1000 mm |

## Île-de-France

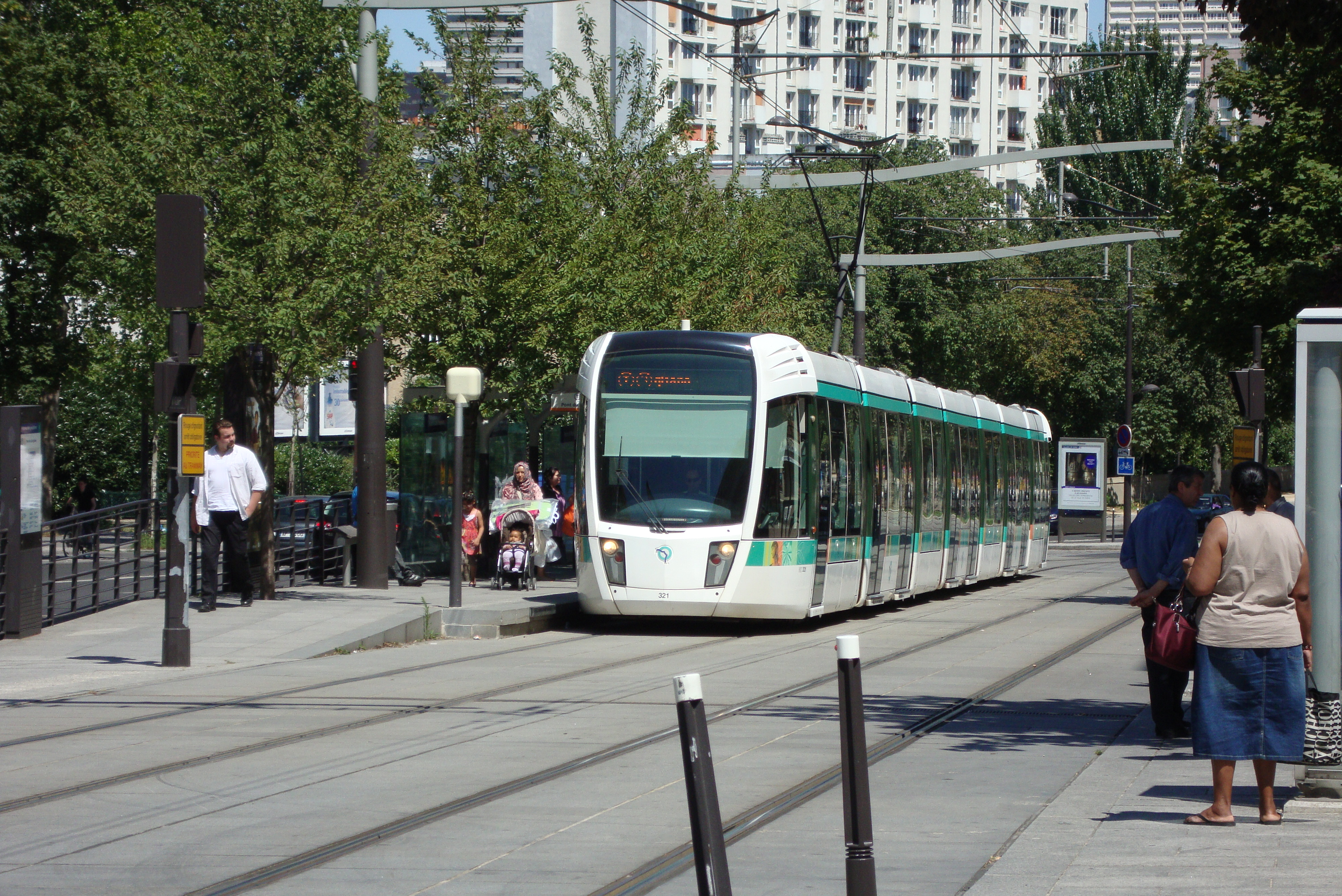
Parigi:Linea T3

| Linea o rete               | Trazione          | Data apertura     | Data chiusura    | Note   |
| -------------------------- | ----------------- | ----------------- | ---------------- | ------ |
| Épône - Mareil-sur-Mauldre | A vapore          | 1º luglio 1883    | 7 gennaio 1884   |        |
| Fontainebleau              | Elettrica         | 29 settembre 1896 | 31 dicembre 1953 |        |
| Île-de-France              | Elettrica         | 6 luglio 1992     |                  |        |
| Livry - Gargan             | A vapore          | 1890              | 1930             |        |
| Melun                      | Elettrica         | 1901              | 1914             |        |
| Parigi (1855-1938)         | Equina            | 1855              | ?                |        |
| Parigi (1855-1938)         | Elettrica         | 1895              | 14 agosto 1938   |        |
| Parigi - Arpajon           | A vapore          | 27 aprile 1893    | febbraio 1895    |        |
| Parigi - Arpajon           | Ad aria compressa | febbraio 1895     | 1901             |        |
| Parigi - Arpajon           | Elettrica         | 1901              | 1937             |        |
| Sèvres - Versailles        | Equina            | 1857              | 1907             |        |
| Sèvres - Versailles        | A vapore          | 1907              | 1913             | [ 13 ] |
| Sèvres - Versailles        | Elettrica         | 1913              | 1934             | [ 13 ] |
| Verneuil-l'Étang - Melun   | ?                 | 1901              | 1938             |        |
| Versailles                 | Equina            | 11 novembre 1876  | 1896             |        |
| Versailles                 | A vapore          | 20 novembre 1889  | ?                |        |
| Versailles                 | Elettrica         | 1896              | 3 marzo 1957     |        |
| Versailles - Maule         | A vapore          | 1899              | 1944             |        |
| Villiers-le-Bel            | A vapore          | 1878              | ?                |        |
| Villiers-le-Bel            | Elettrica         | ?                 | 1949             |        |

## Normandia

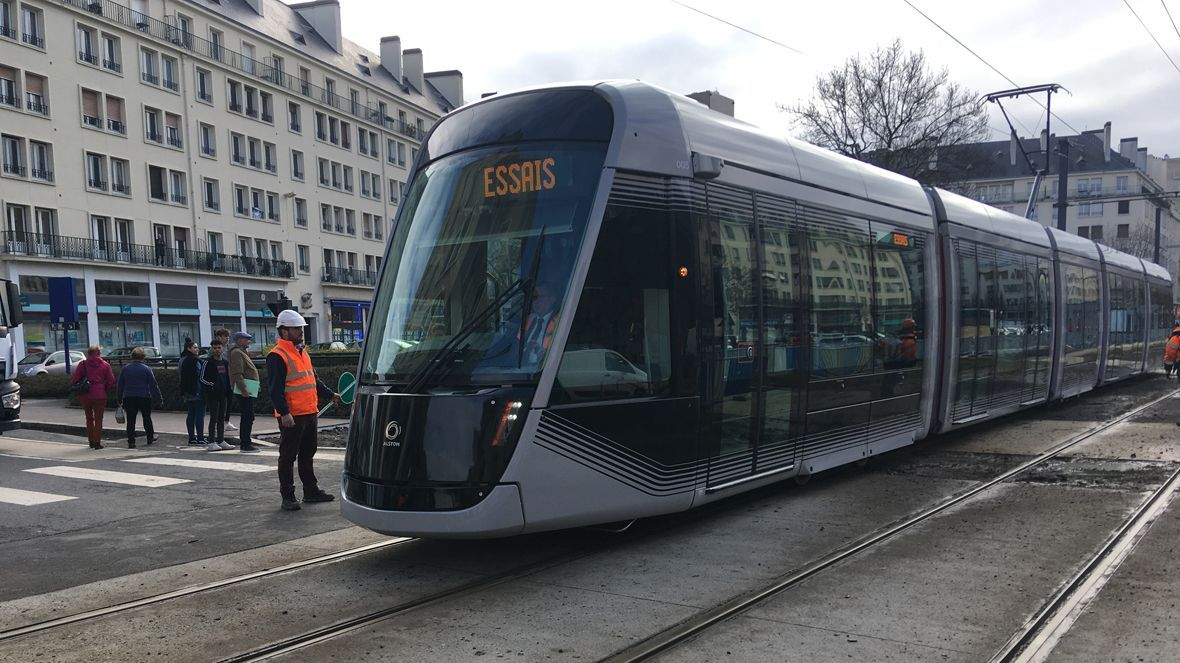
Caen

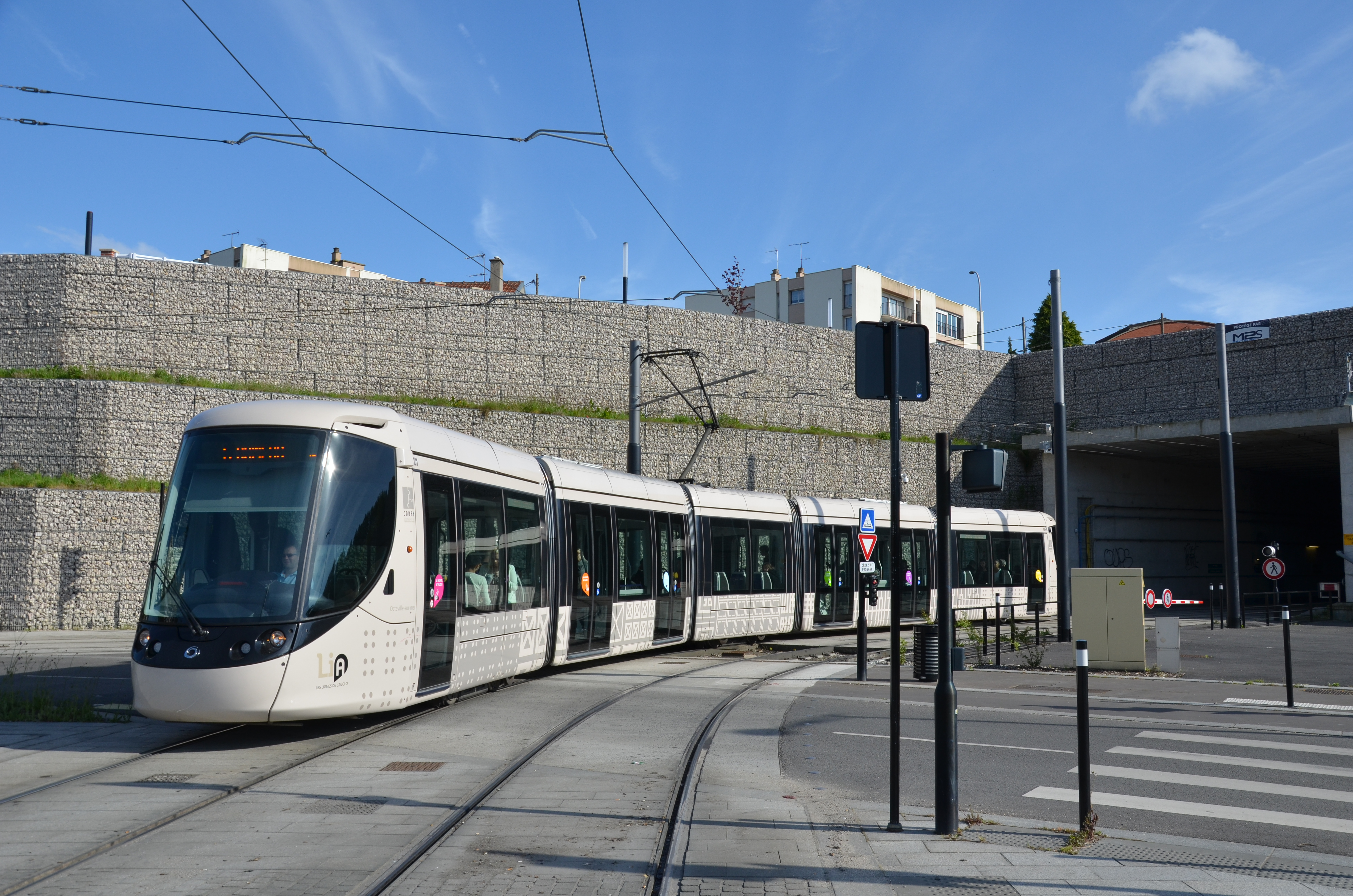
Le Havre

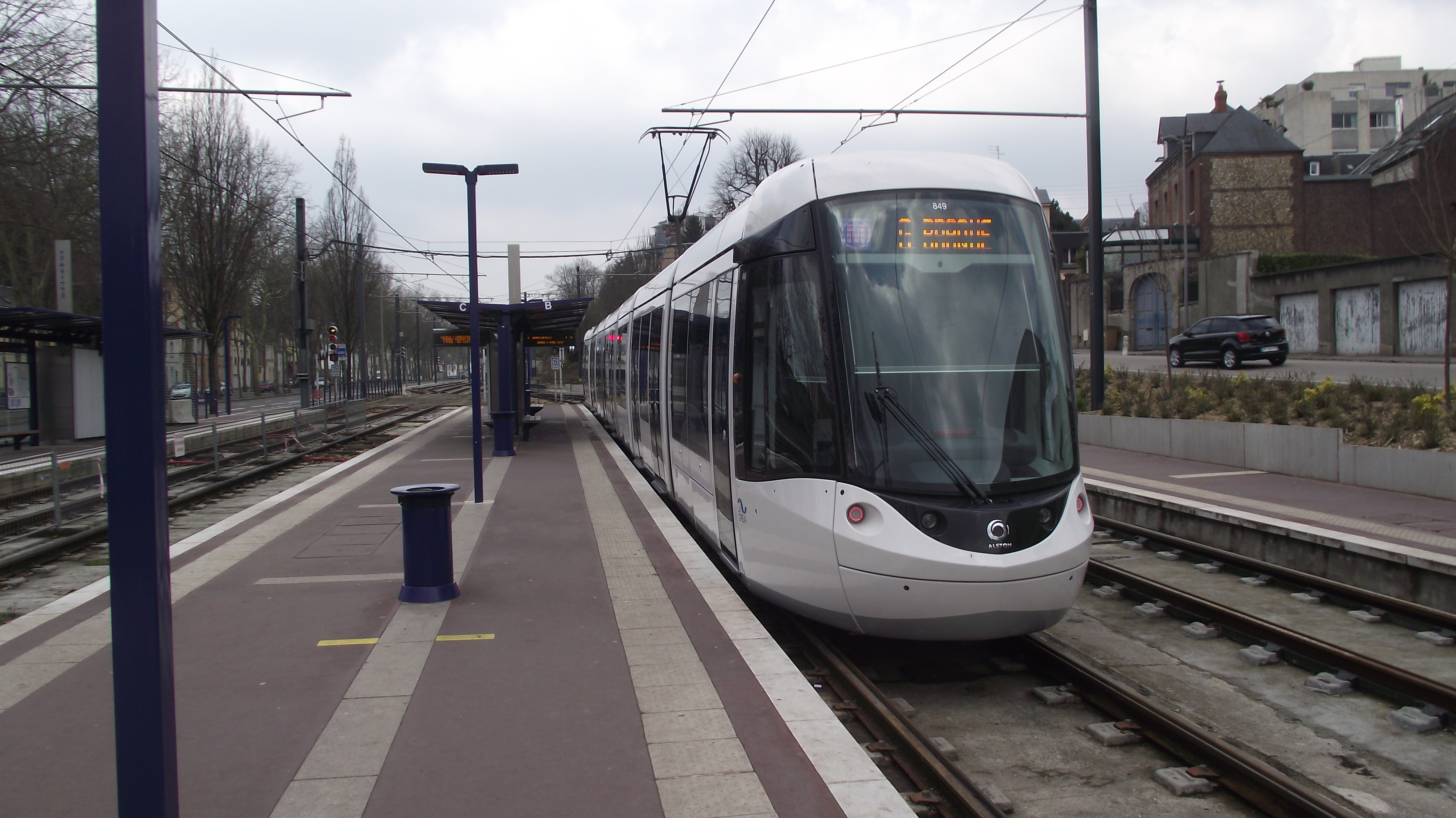
Rouen

| Linea o rete                     | Trazione  | Data apertura    | Data chiusura    | Note |
| -------------------------------- | --------- | ---------------- | ---------------- | --- |
| Avranches                        | Elettrica | 1907             | 2 agosto 1914    | Scartamento: 1000 mm |
| Caen (1901-1937)                 | Elettrica | 21 dicembre 1901 | 1937             | Scartamento: 1000 mm |
| Caen (tramvia su gomma)          | Elettrica | 15 novembre 2002 | 31 dicembre 2017 | Questo servizio era un sistema di trasporto leggero guidato Bombardier, piuttosto che un sistema tranviario classico su rotaia |
| Caen (2019)                      | Elettrica | 27 luglio 2019   |                  | Ha sostituito il precedente sistema di trasporto leggero guidato Bombardier dopo un anno e mezzo di lavori di ammodernamento   |
| Cherbourg                        | A vapore  | 22 maggio 1897   | 2 agosto 1914    | Scartamento: 1000 mm |
| Cherbourg                        | Elettrica | 1910             | 1944             | Scartamento: 1000 mm |
| Deauville                        | Equina    | 1876             | 1905             | Scartamento: 600 mm |
| Elbeuf                           | Elettrica | 1898             | 1926             | |
| Le Havre (1894-1951)             | Elettrica | 1894             | 1951             | |
| Le Havre (2012)                  | Elettrica | 12 dicembre 2012 |                  | |
| Eu - Mers-les-Bains / Le Tréport | Elettrica | 1902             | 1934             | Scartamento: 1000 mm |
| Rouen (1877-1953)                | Equina    | 29 dicembre 1877 | 1896             | |
| Rouen (1877-1953)                | Elettrica | 1896             | 28 febbraio 1953 | [ 14 ] |
| Rouen (1994)                     | Elettrica | 17 dicembre 1994 |                  | [ 15 ] |
| Saint-Romain-de-Colbosc          | A vapore  | 1896             | 1929             | Scartamento: 1000 mm |

## Nuova Aquitania

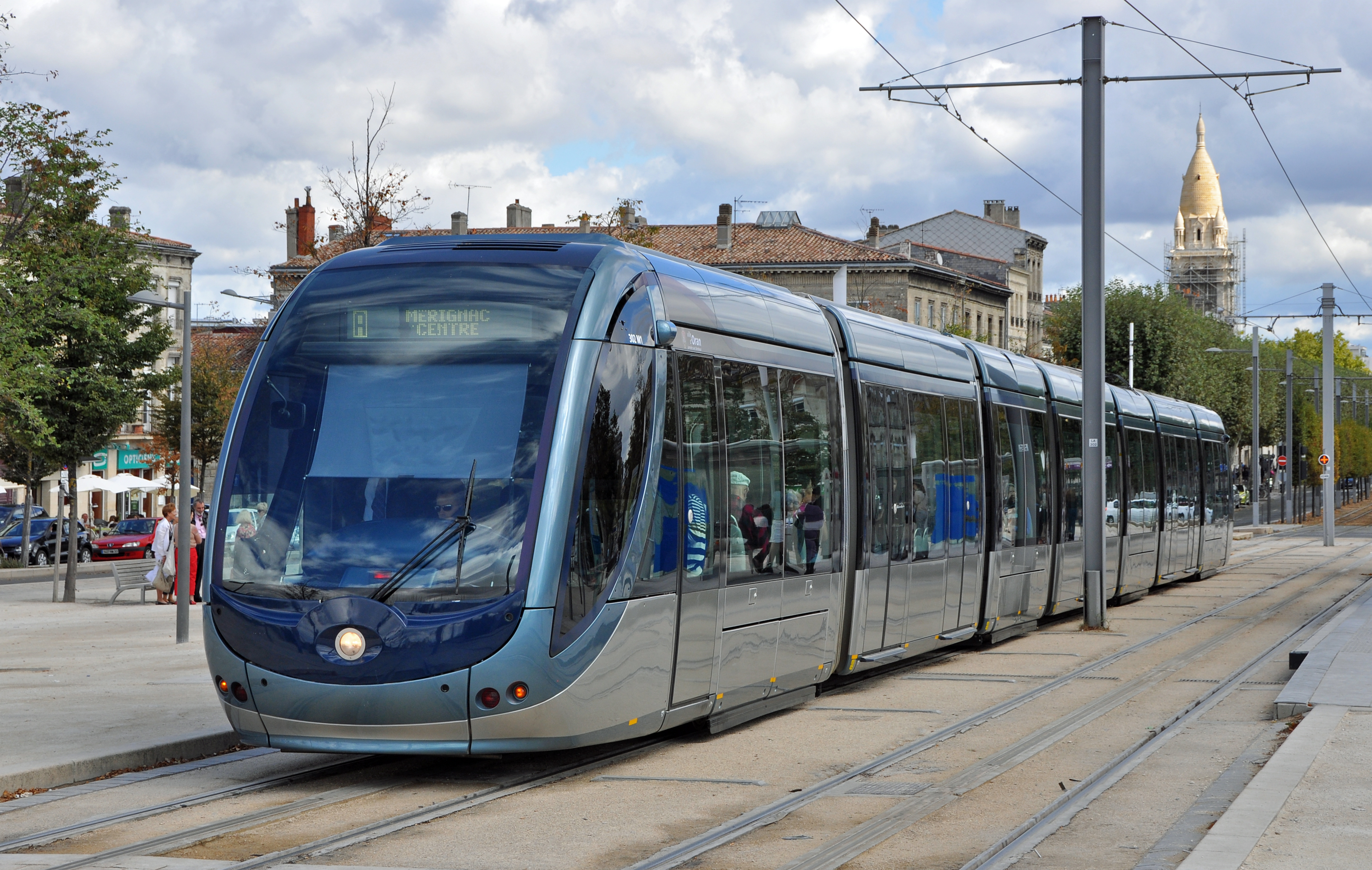
Bordeaux

| Linea o rete                  | Trazione  | Data apertura     | Data chiusura    | Note                 |
| ----------------------------- | --------- | ----------------- | ---------------- | -------------------- |
| Alta Vienne                   | Elettrica | 1908              | 28 febbraio 1949 |                      |
| Angoulême                     | Elettrica | 1990              | 1935             | Scartamento: 1000 mm |
| Arcachon                      | Elettrica | 6 agosto 1911     | 1930             | Scartamento: 1000 mm |
| Bayonne - Anglet - Biarritz   | A vapore  | 2 giugno 1877     | 23 aprile 1922   |                      |
| Bayonne - Anglet - Biarritz   | Elettrica | 11 luglio 1922    | 31 dicembre 1952 |                      |
| Bayonne - La Barre - Biarritz | A vapore  | 2 dicembre 1917   | 31 gennaio 1939  |                      |
| Bayonne - Lycée - Biarritz    | A vapore  | 18 ottobre 1888   | 31 gennaio 1914  | Scartamento: 1000 mm |
| Bayonne - Lycée - Biarritz    | Elettrica | 1º febbraio 1914  | 1º ottobre 1948  | Scartamento: 1000 mm |
| Bordeaux (1880-1958)          | Elettrica | 4 maggio 1880     | 8 dicembre 1958  |                      |
| Bordeaux (2003)               | Elettrica | 23 dicembre 2003  |                  |                      |
| Corrèze                       | ?         | 1904              | 1960             |                      |
| Deux-Sèvres                   | ?         | 1897              | 1956             | Scartamento: 1000 mm |
| Hendaye                       | Equina    | 1906              | 1907             | Scartamento: 600 mm  |
| Hendaye                       | Elettrica | 15 agosto 1908    | 1º gennaio 1937  | Scartamento: 1000 mm |
| La Rochelle                   | ?         | 1901              | 1931             | Scartamento: 1000 mm |
| Libourne                      | Elettrica | 1913              | 1949             |                      |
| Limoges                       | ?         | 6 giugno 1897     | 2 marzo 1951     | Scartamento: 1000 mm |
| Pau                           | Equina    | 1894              | 1º novembre 1900 | Scartamento: 1000 mm |
| Pau                           | Elettrica | 8 settembre 1900  | 30 aprile 1931   | Scartamento: 1000 mm |
| Poitiers                      | Elettrica | 24 settembre 1899 | 1947             | Scartamento: 1000 mm |
| Royan                         | ?         | 1890              | 1945             | Scartamento: 600 mm  |

## Occitania

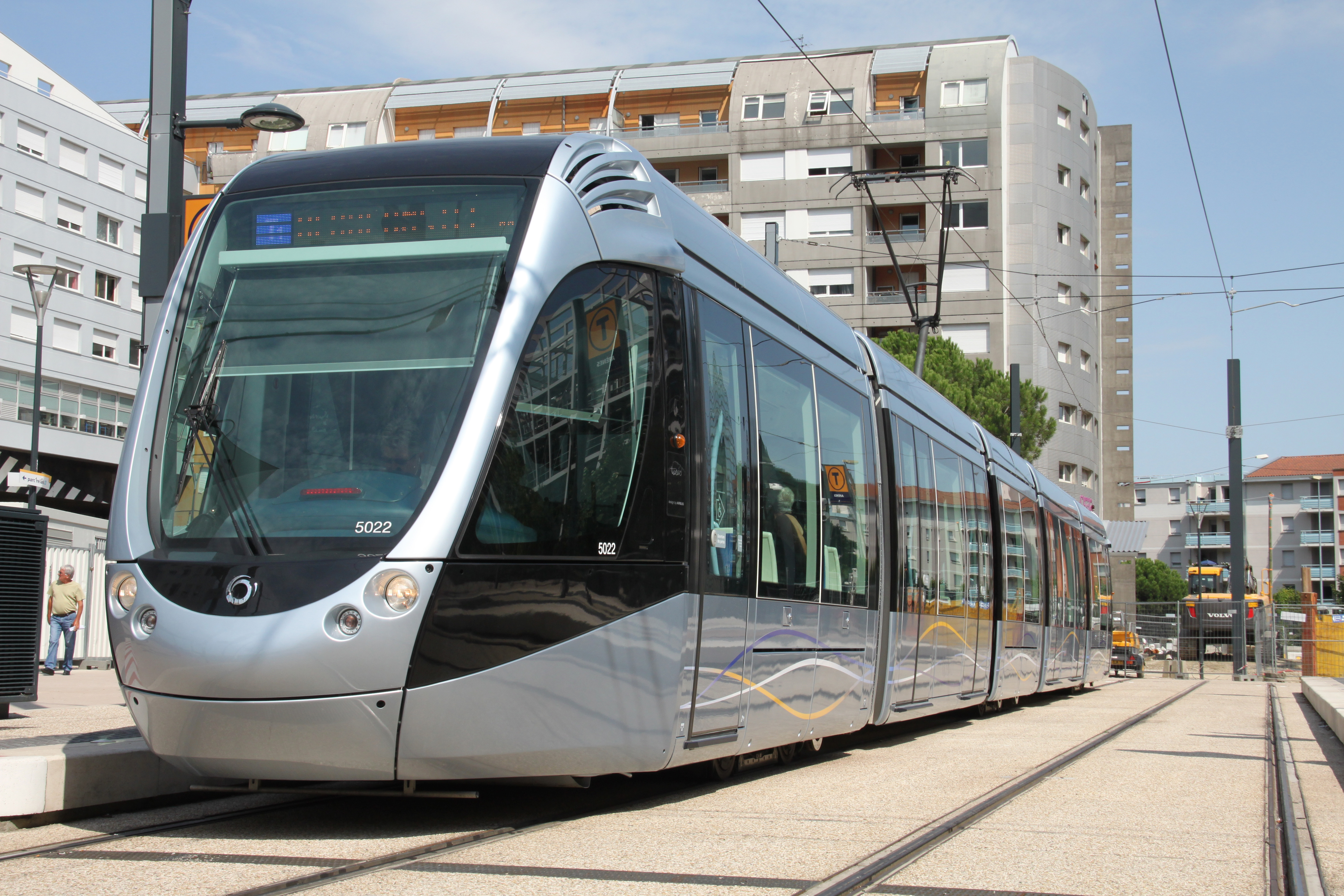
Tolosa

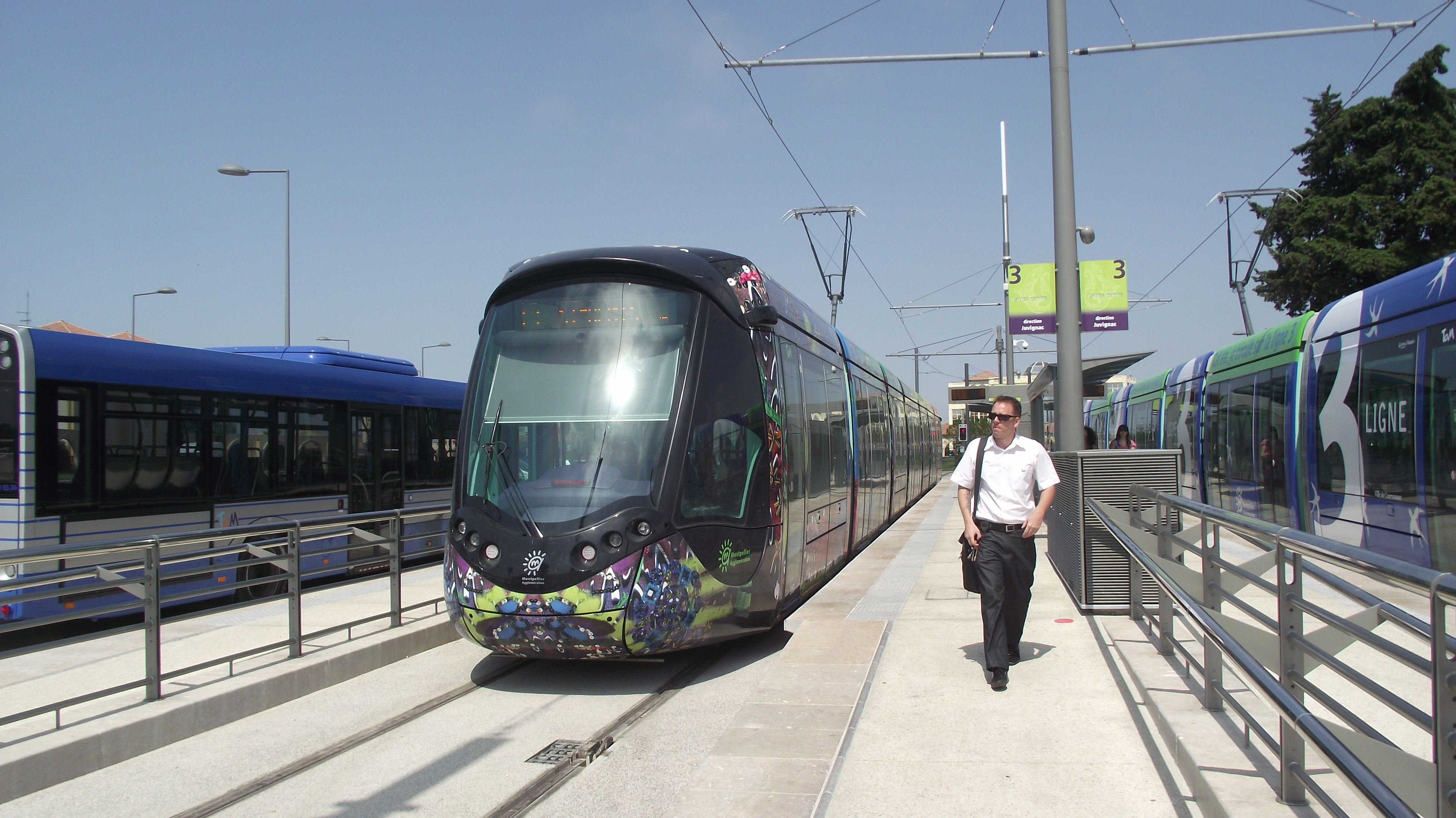
Montpellier

| Linea o rete                  | Trazione  | Data apertura    | Data chiusura   | Note                 |
| ----------------------------- | --------- | ---------------- | --------------- | -------------------- |
| Aigues-Vives                  | A vapore  | ?                | ?               |                      |
| Albi                          | A vapore  | ?                | ?               |                      |
| Albi                          | A gasolio | ?                | ?               |                      |
| Béziers                       | Elettrica | 1879             | 1948            | Scartamento: 1000 mm |
| Lourdes                       | Elettrica | 1899             | 1930            | Scartamento: 1000 mm |
| Montpellier (1898-1949)       | Elettrica | 1º gennaio 1898  | 31 gennaio 1949 | Scartamento: 1000 mm |
| Montpellier (2000)            | Elettrica | 30 giugno 2000   |                 |                      |
| Nîmes                         | Equina    | 1880             | 1900            |                      |
| Nîmes                         | Elettrica | 1899             | 1950            |                      |
| Perpignano                    | Elettrica | settembre 1900   | ottobre 1955    | Scartamento: 1000 mm |
| Pierrefitte - Cauterets - Luz | Elettrica | 1º febbraio 1901 | 1970            | Scartamento: 1000 mm |
| Quercy                        | A vapore  | 23 dicembre 1907 | 2 aprile 1934   | Scartamento: 1000 mm |
| Rodez                         | Elettrica | 1902             | 1920            | Scartamento: 1000 mm |
| Sète                          | Elettrica | 1901             | 1935            | Scartamento: 1000 mm |
| Tolosa (1887-1957)            | Equina    | 31 luglio 1887   | ?               |                      |
| Tolosa (1887-1957)            | Elettrica | maggio 1906      | 7 luglio 1957   |                      |
| Tolosa (2010)                 | Elettrica | 11 dicembre 2010 |                 | [ 17 ]               |

## Paesi della Loira

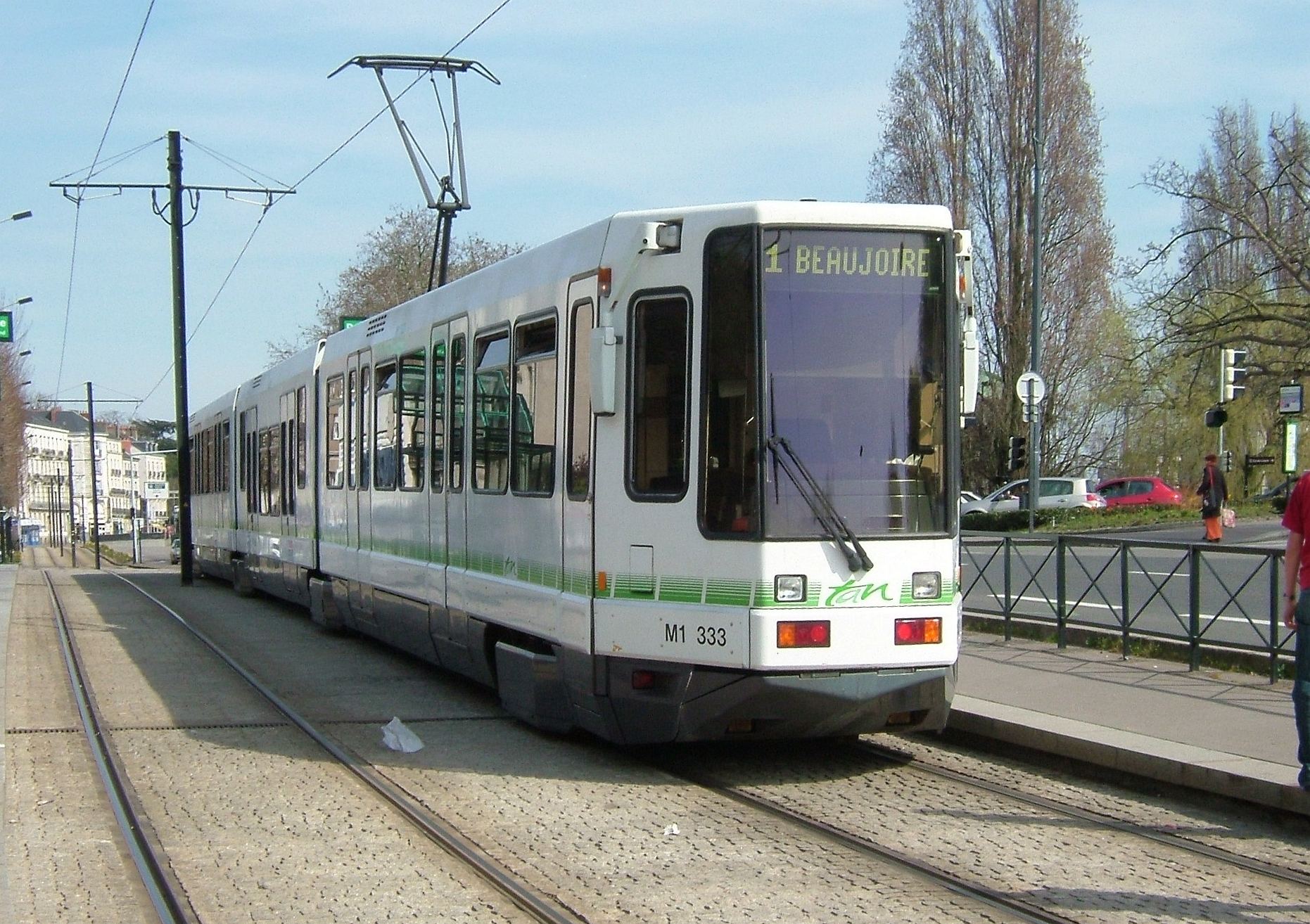
Nantes

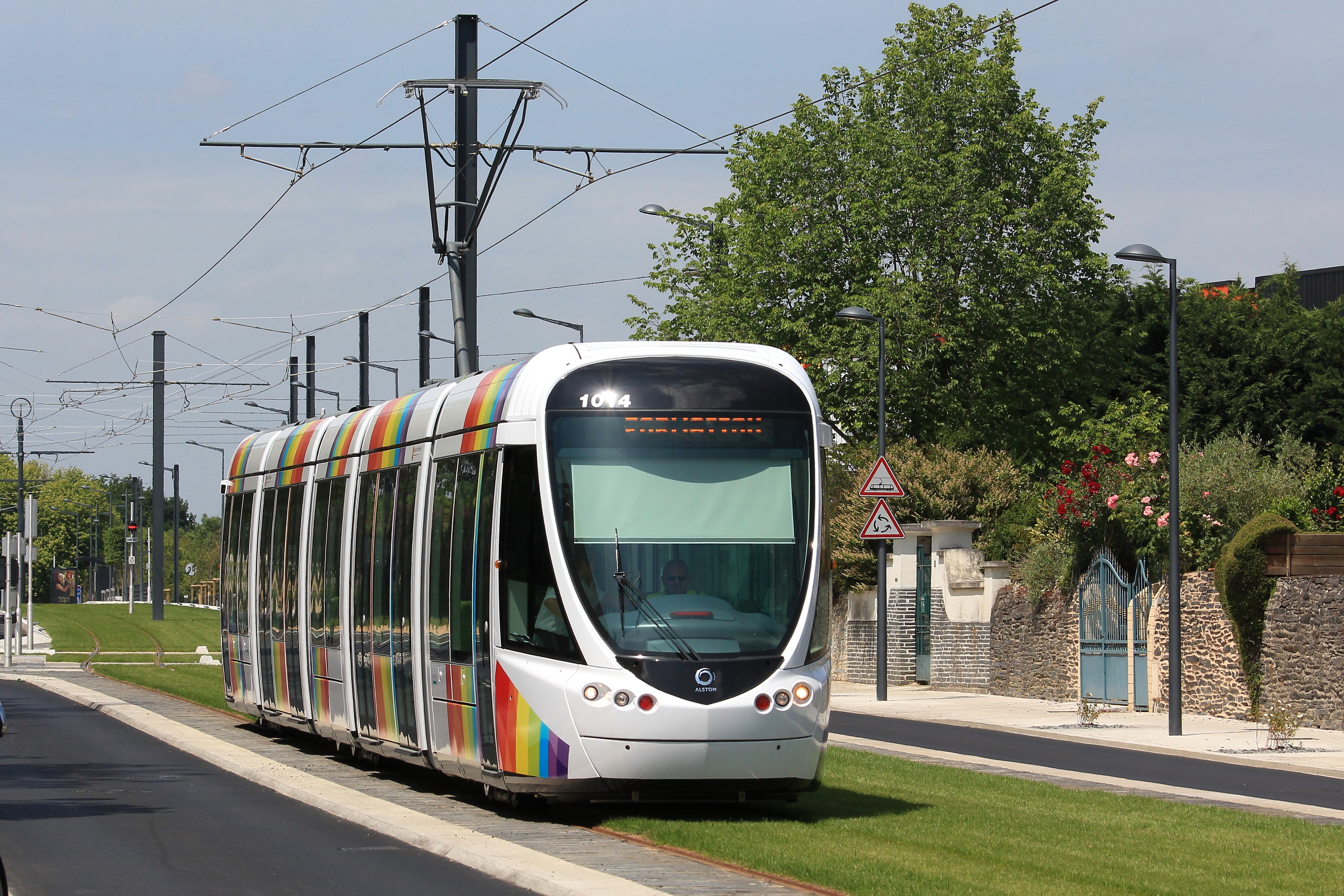
Angers

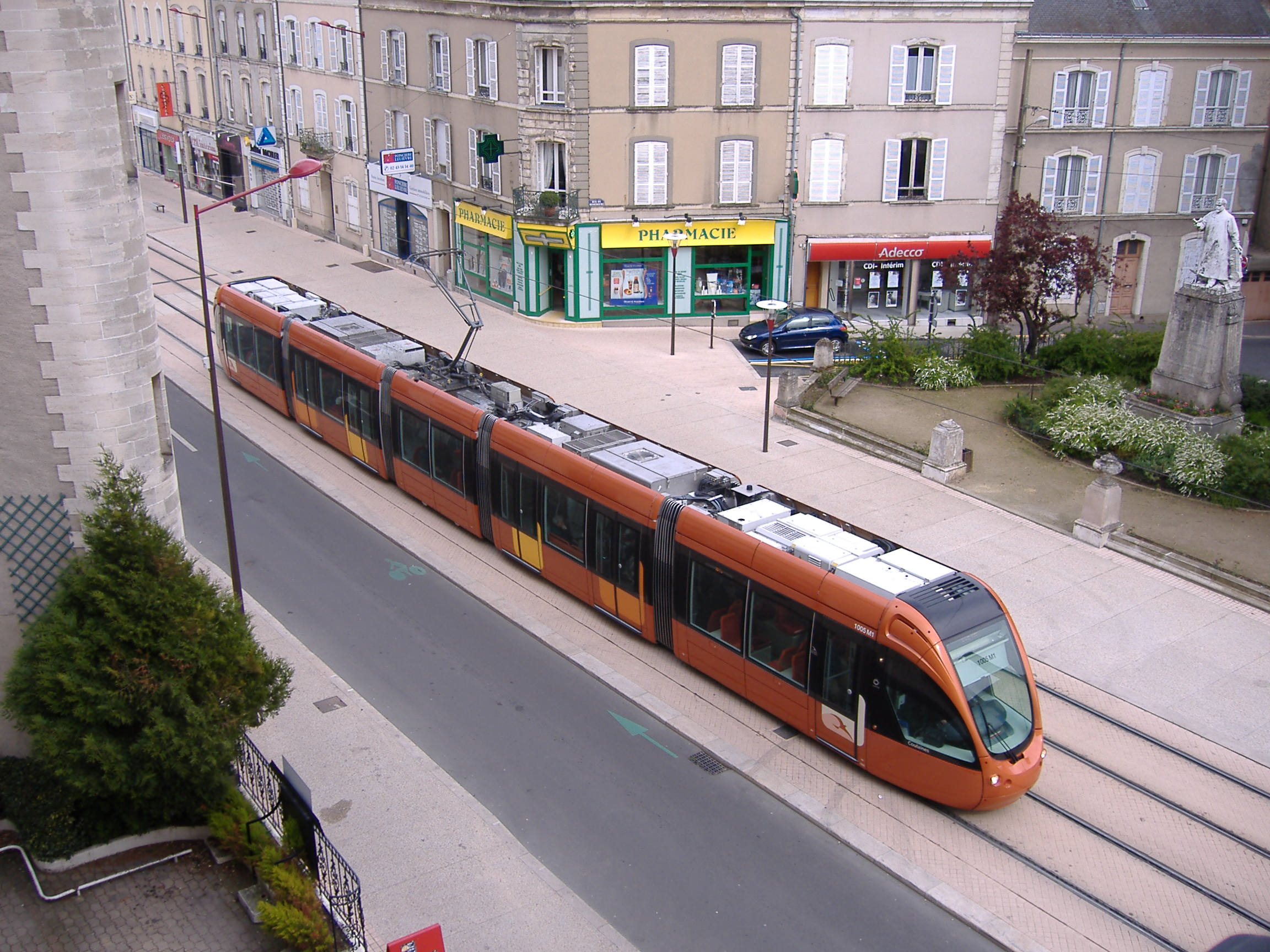
Le Mans

| Linea o rete        | Trazione       | Data apertura     | Data chiusura   | Note                 |
| ------------------- | -------------- | ----------------- | --------------- | -------------------- |
| Angers (1898-1949)  | Elettrica      | 21 maggio 1869    | 30 aprile 1949  | Scartamento: 1000 mm |
| Angers (2011)       | Elettrica      | 25 giugno 2011    |                 |                      |
| Erbray              | ?              | 1886              | 1947            |                      |
| Le Mans (1897-1947) | Elettrica      | 1897              | 1947            | Scartamento: 1000 mm |
| Le Mans (2007)      | Elettrica      | 17 settembre 2007 |                 |                      |
| Les Sables-d'Olonne | Elettrica      | 1898              | 1925            | Scartamento: 1000 mm |
| Nantes (1879-1958)  | Aria compressa | 12 febbraio 1879  | 1917            |                      |
| Nantes (1879-1958)  | Elettrica      | 1913              | 25 gennaio 1958 |                      |
| Nantes (1985)       | Elettrica      | 7 gennaio 1985    |                 |                      |
| Sarthe              | A vapore       | 1882              | 1947            |                      |

## Provenza-Alpi-Costa Azzurra

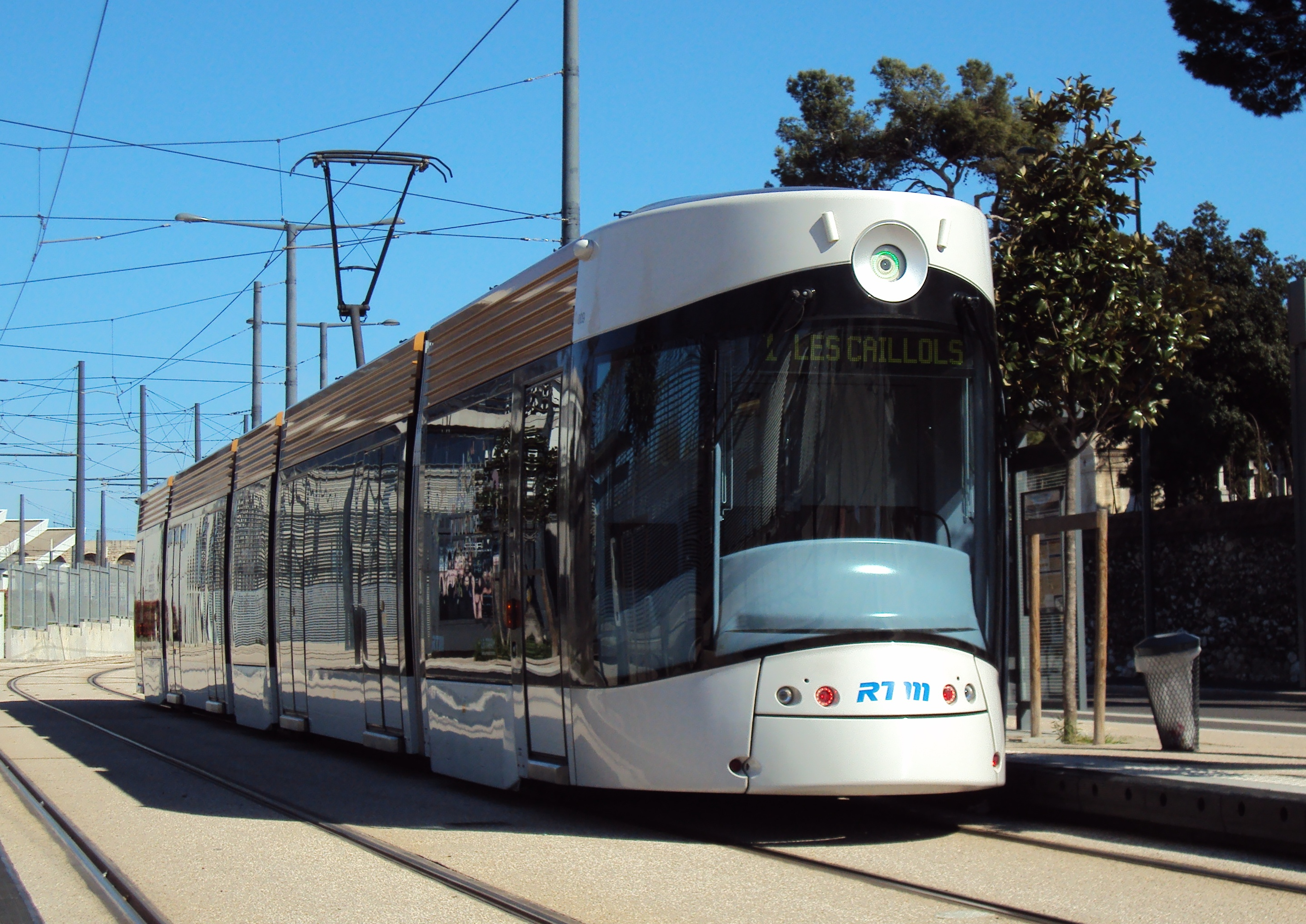
Marsiglia

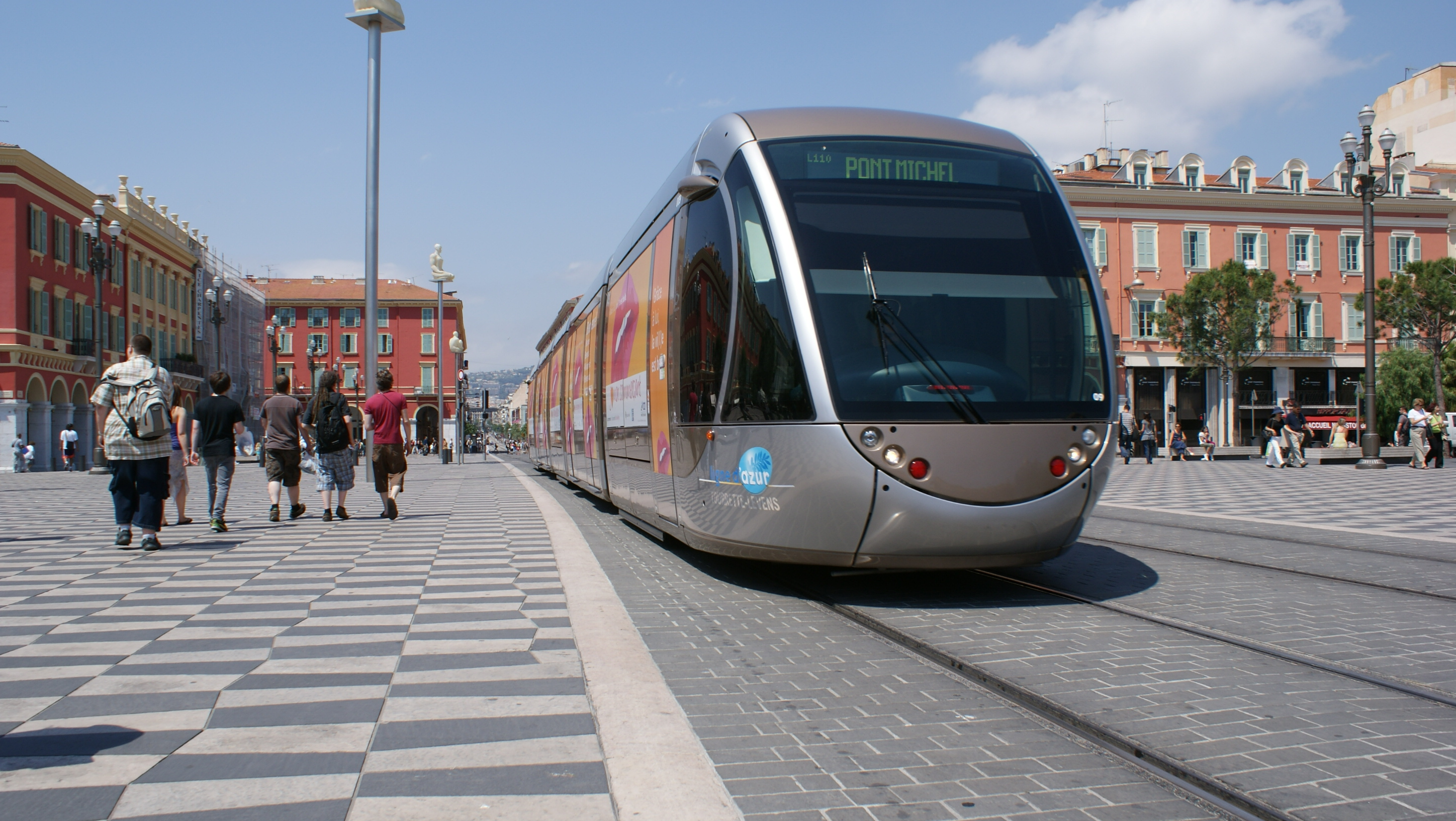
Nizza

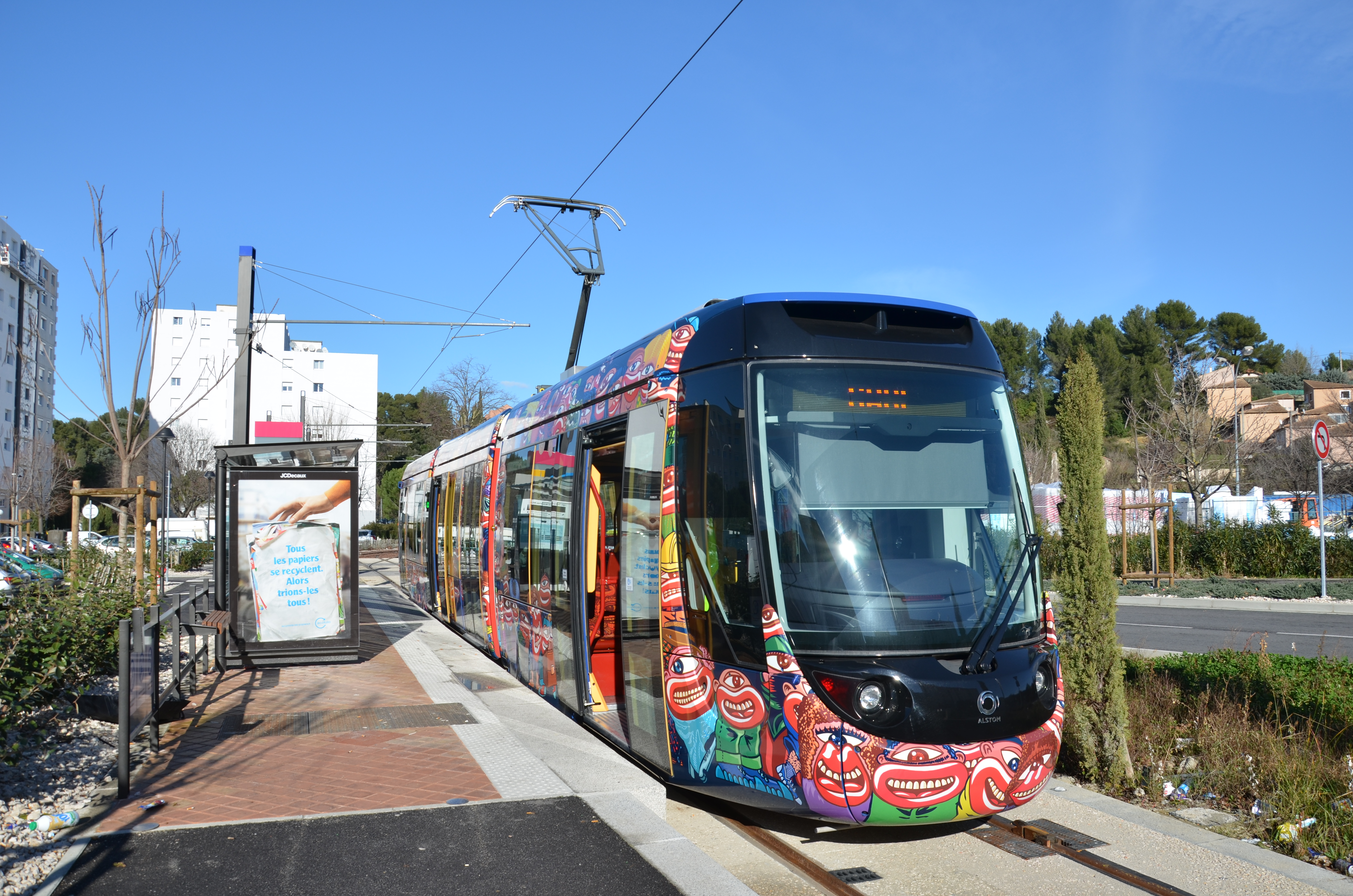
Aubagne

| Linea o rete                              | Trazione  | Data apertura     | Data chiusura   | Note                 |
| ----------------------------------------- | --------- | ----------------- | --------------- | -------------------- |
| Alpi Marittime                            | Elettrica | 1906              | 1932            | Scartamento: 1000 mm |
| Aix-en-Provence - Marsiglia               | Elettrica | 1903              | 1948            | Scartamento: ?       |
| Aubagne                                   | Elettrica | 1º settembre 2014 |                 |                      |
| Avignone (1901-1932)                      | Elettrica | 1901              | 1932            | Scartamento: 1000 mm |
| Avignone (2019)                           | Elettrica | 1º ottobre 2019   |                 |                      |
| Bellegarde-sur-Valserine - Chézery-Forens | Elettrica | 1912              | 1988            | Scartamento: 1000 mm |
| Cannes                                    | Elettrica | 1899              | 1923            | Scartamento: 1000 mm |
| La Ciotat                                 | Elettrica | 1935              | 1955            |                      |
| Marsiglia                                 | Equina    | 21 gennaio 1876   | ?               |                      |
| Marsiglia                                 | A vapore  | 1892              | ?               |                      |
| Marsiglia                                 | Elettrica | 1900              |                 |                      |
| Nizza (1878-1953)                         | Equina    | 27 febbraio 1878  | ?               | Scartamento: 1000 mm |
| Nizza (1878-1953)                         | Elettrica | 1900              | 10 gennaio 1953 | Scartamento: 1000 mm |
| Nizza (2007)                              | Elettrica | 24 novembre 2007  |                 |                      |
| Tolone                                    | Equina    | 17 gennaio 1886   | luglio 1897     |                      |
| Tolone                                    | Elettrica | luglio 1897       | 15 aprile 1954  |                      |